# Agonac
Agonac est une commune française située dans le département de la Dordogne, en région Nouvelle-Aquitaine.

## Géographie

### Généralités
Située dans la moitié nord du département de la Dordogne, la commune d'Agonac s'étend sur les deux versants de la vallée de la Beauronne, un ruisseau affluent de l'Isle. Elle est incluse dans l'aire d'attraction de Périgueux.
Traversé par la Beauronne, le bourg d'Agonac est situé, en distances orthodromiques, onze kilomètres au sud-est de Brantôme et douze kilomètres au nord de Périgueux, au croisement des routes départementales 3, 3E7, 69 et 106. Il est également desservi en gare d'Agonac par la ligne de chemin de fer Limoges - Périgueux. Ce bourg du Périgord blanc est situé au milieu d'une région de collines où abondent les noyers et les chênes truffiers.

### Communes limitrophes
Agonac est limitrophe de six autres communes.
|                  | Brantôme en Périgord | Saint-Front-d'Alemps          |
| Château-l'Évêque | Agonac               | Sorges et Ligueux en Périgord |
|                  | Champcevinel         | Cornille                      |

### Géologie et relief

#### Géologie
Situé sur la plaque nord du Bassin aquitain et bordé à son extrémité nord-est par une frange du Massif central, le département de la Dordogne présente une grande diversité géologique. Les terrains sont disposés en profondeur en strates régulières, témoins d'une sédimentation sur cette ancienne plate-forme marine. Le département peut ainsi être découpé sur le plan géologique en quatre gradins différenciés selon leur âge géologique. Agonac est située dans le troisième gradin à partir du nord-est, un plateau formé de calcaires hétérogènes du Crétacé.
Les couches affleurantes sur le territoire communal sont constituées de formations superficielles du Quaternaire et de roches sédimentaires datant pour certaines du Cénozoïque, et pour d'autres du Mésozoïque. La formation la plus ancienne, notée c2a, date du Turonien inférieur, composée de calcaire crayeux blanchâtre en plaquettes ou noduleux. La formation la plus récente, notée CFp, fait partie des formations superficielles de type colluvions indifférenciées de versant, de vallon et plateaux issues d'alluvions, molasses, altérites indifférenciées. Le descriptif de ces couches est détaillé dans  les feuilles « no 758 - Périgueux (ouest) » et « no 759 - Périgueux (est) » de la carte géologique au 1/50 000 de la France métropolitaine, et leurs notices associées,.

Carte géologique d'Agonac.

#### Relief et paysages

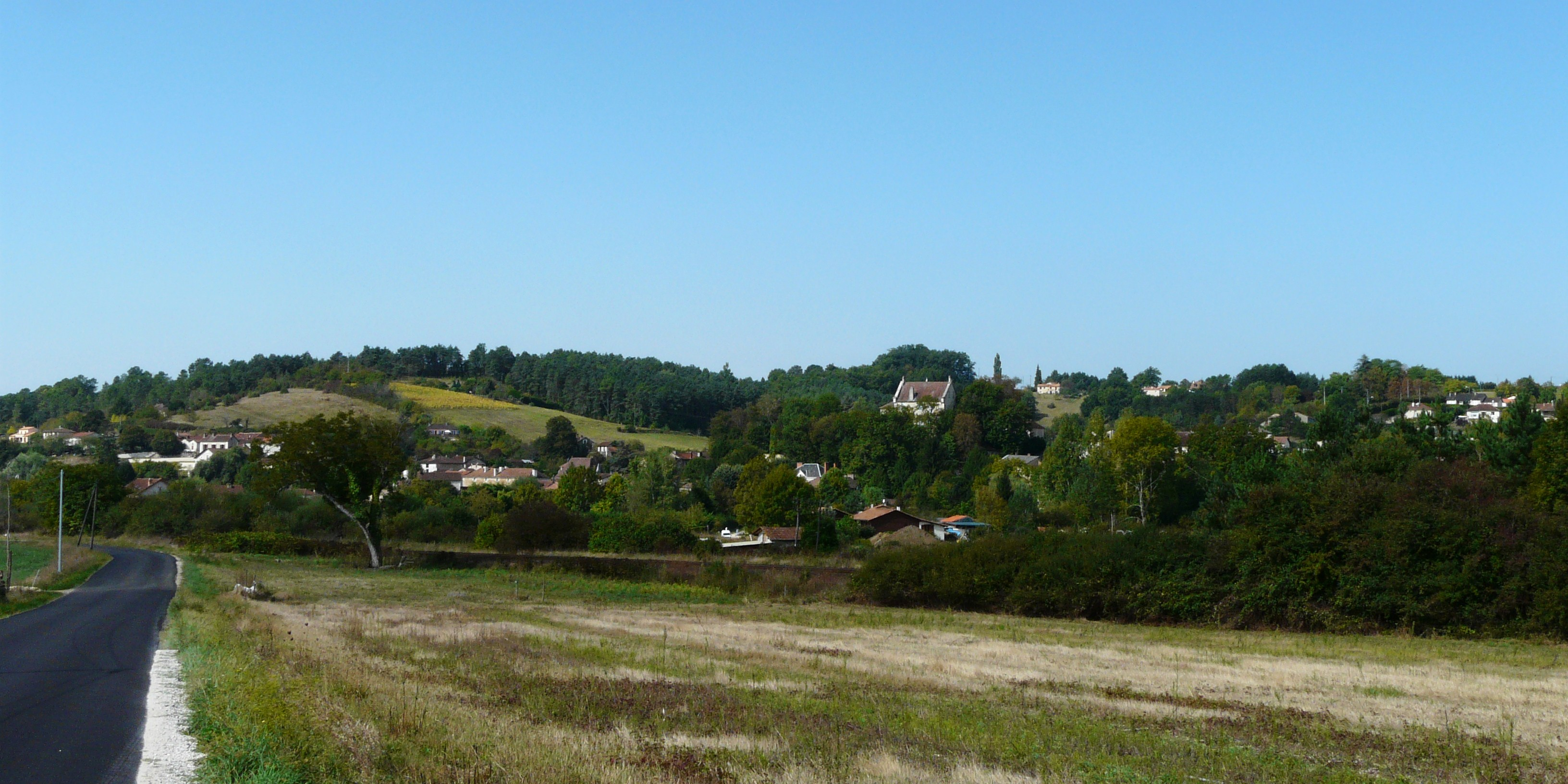
Le bourg d'Agonac vu depuis l'est.

Le département de la Dordogne se présente comme un vaste plateau incliné du nord-est (491 m, à la forêt de Vieillecour dans le Nontronnais, à Saint-Pierre-de-Frugie) au sud-ouest (2 m à Lamothe-Montravel). L'altitude du territoire communal varie quant à elle entre 110 m au sud-ouest, près du hameau Bosquely, là où la Beauronne quitte le territoire communal pour entrer sur celui de Château-l'Évêque, et 224 m au nord du bourg, à l'ouest du lieu-dit Gerveries.
Dans le cadre de la Convention européenne du paysage entrée en vigueur en France le 1er juillet 2006, renforcée par la loi du 8 août 2016 pour la reconquête de la biodiversité, de la nature et des paysages, un atlas des paysages de la Dordogne a été élaboré sous maîtrise d’ouvrage de l’État et publié en octobre 2020. Les paysages du département s'organisent en huit unités paysagères et 14 sous-unités. La commune fait partie du Périgord central, un paysage vallonné, aux horizons limités par de nombreux bois, plus ou moins denses, parsemés de prairies et de petits champs.
La superficie cadastrale de la commune publiée par l'Insee, qui sert de référence dans toutes les statistiques, est de 37,22 km2,. La superficie géographique, issue de la BD Topo, composante du Référentiel à grande échelle produit par l'IGN, est quant à elle de 38,11 km2.

### Hydrographie

#### Réseau hydrographique
La commune est située dans le bassin de la Dordogne au sein du Bassin Adour-Garonne. Elle est drainée par la Beauronne, l'Alemps,, et par divers petits cours d'eau, qui constituent un réseau hydrographique de 19 km de longueur totale,.
La Beauronne, d'une longueur totale de 28,16 km, prend sa source dans la commune de Négrondes et se jette dans l'Isle en rive droite à Marsac-sur-l'Isle. En amont de cette confluence, son bras oriental marque la limite avec Périgueux. Elle traverse la commune du nord-est à l'ouest sur sept kilomètres.
Son affluent de rive droite l'Alemps borde brièvement le territoire communal au nord-est sur 170 mètres face à Saint-Front-d'Alemps.

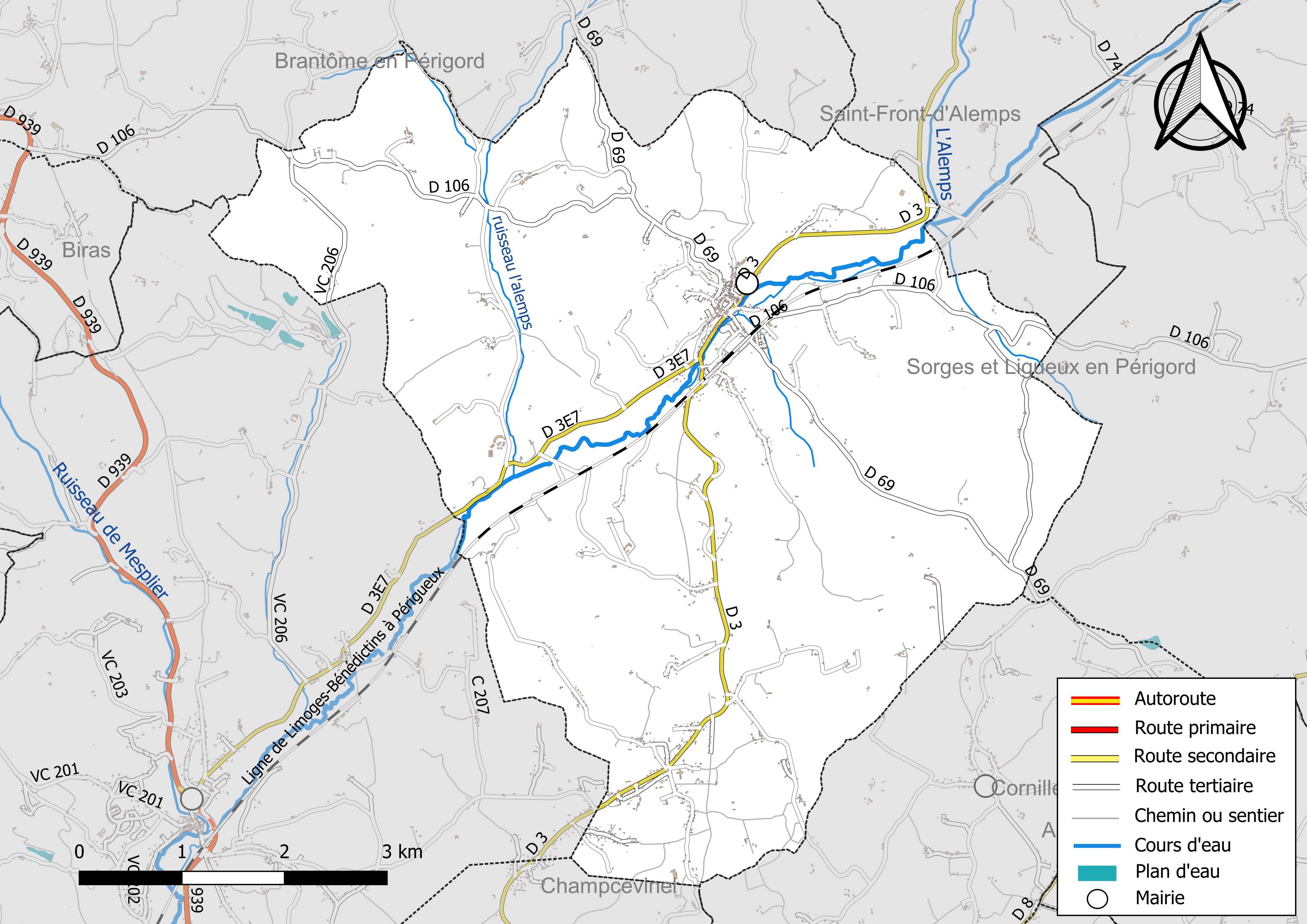
Réseaux hydrographique et routier d'Agonac.
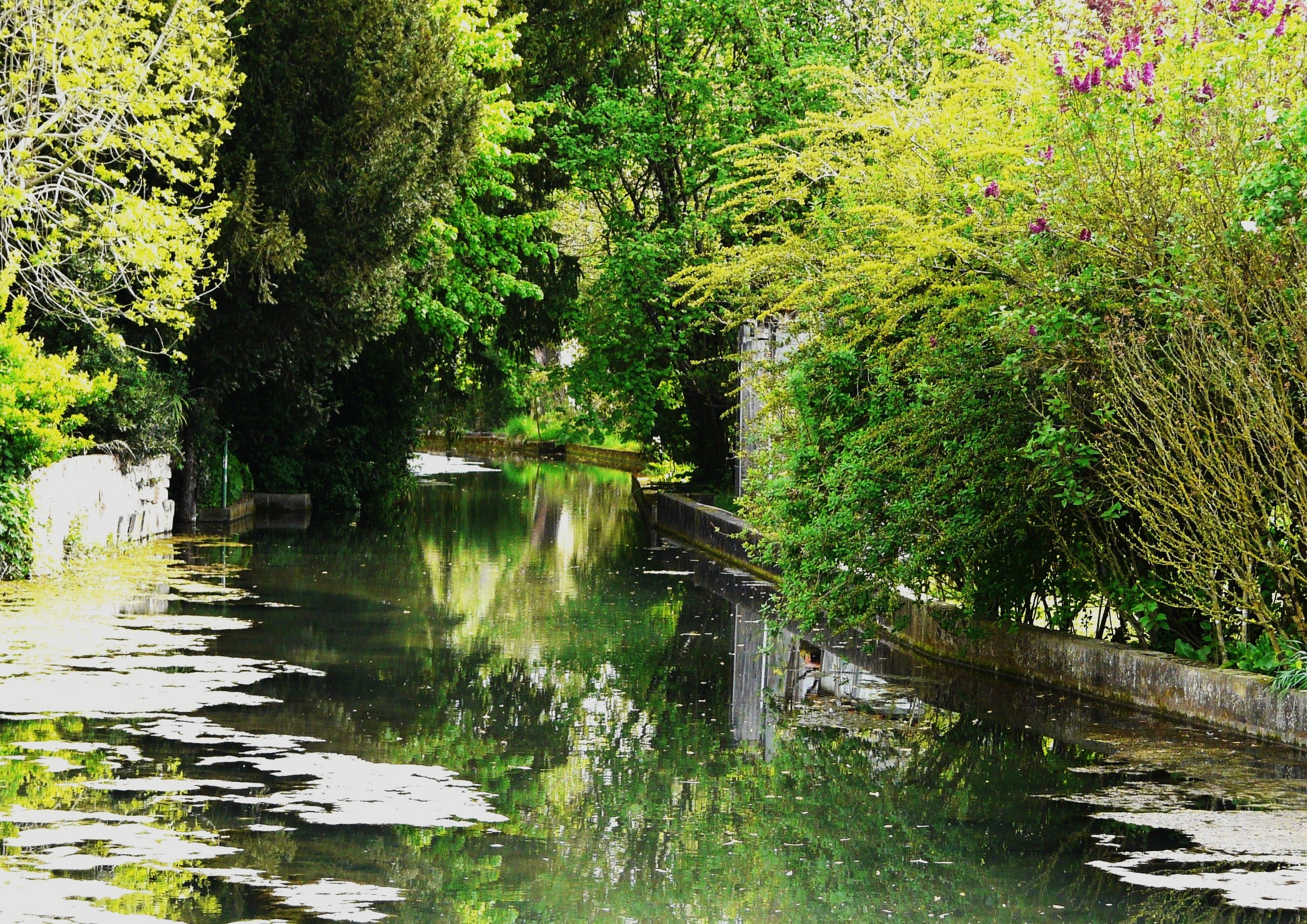
La retenue de la Beauronne au centre du bourg d'Agonac.

#### Gestion et qualité des eaux
Le territoire communal est couvert par le schéma d'aménagement et de gestion des eaux (SAGE) « Isle - Dronne ». Ce document de planification, dont le territoire regroupe les bassins versants de l'Isle et de la Dronne, d'une superficie de 7 500 km2, a été approuvé le 2 août 2021. La structure porteuse de l'élaboration et de la mise en œuvre est l'établissement public territorial de bassin de la Dordogne (EPIDOR). Il définit sur son territoire les objectifs généraux d’utilisation, de mise en valeur et de protection quantitative et qualitative des ressources en eau superficielle et souterraine, en respect des objectifs de qualité définis dans le troisième SDAGE  du Bassin Adour-Garonne qui couvre la période 2022-2027, approuvé le 10 mars 2022.
La qualité des eaux de baignade et des cours d’eau peut être consultée sur un site dédié géré par les agences de l’eau et l’Agence française pour la biodiversité.

### Climat
Pour des articles plus généraux, voir Climat de la Nouvelle-Aquitaine et Climat de la Dordogne.
En 2010, le climat de la commune est de type climat océanique altéré, selon une étude s'appuyant sur une série de données couvrant la période 1971-2000. En 2020, Météo-France publie une typologie des climats de la France métropolitaine dans laquelle la commune est toujours exposée à un climat océanique altéré et est dans la région climatique Aquitaine, Gascogne, caractérisée par une pluviométrie abondante au printemps, modérée en automne, un faible ensoleillement au printemps, un été chaud (19,5 °C), des vents faibles, des brouillards fréquents en automne et en hiver et des orages fréquents en été (15 à 20 jours).
Pour la période 1971-2000, la température annuelle moyenne est de 12,1 °C, avec  une amplitude thermique annuelle de 14,9 °C. Le cumul annuel moyen de précipitations est de 939 mm, avec 12,5 jours de précipitations en janvier et 6,9 jours en juillet. Pour la période 1991-2020, la température moyenne annuelle observée sur la station météorologique la plus proche, située sur la commune de Coulounieix-Chamiers à 13 km à vol d'oiseau, est de 13,1 °C et le cumul annuel moyen de précipitations est de 912,2 mm,. Pour l'avenir, les paramètres climatiques de la commune estimés pour 2050 selon différents scénarios d’émission de gaz à effet de serre sont consultables sur un site dédié publié par Météo-France en novembre 2022.

## Urbanisme

### Typologie
Au 1er janvier 2024, Agonac est catégorisée commune rurale à habitat dispersé, selon la nouvelle grille communale de densité à 7 niveaux définie par l'Insee en 2022.
Elle est située hors unité urbaine. Par ailleurs la commune fait partie de l'aire d'attraction de Périgueux, dont elle est une commune de la couronne,. Cette aire, qui regroupe 49 communes, est catégorisée dans les aires de 50 000 à moins de 200 000 habitants,.

### Occupation des sols
L'occupation des sols de la commune, telle qu'elle ressort de la base de données européenne d’occupation biophysique des sols Corine Land Cover (CLC), est marquée par l'importance des territoires agricoles (51,6 % en 2018), en augmentation par rapport à 1990 (50,7 %). La répartition détaillée en 2018 est la suivante : 
forêts (46,4 %), terres arables (24,1 %), zones agricoles hétérogènes (22,2 %), prairies (5,3 %), zones urbanisées (1,4 %), milieux à végétation arbustive et/ou herbacée (0,6 %). L'évolution de l’occupation des sols de la commune et de ses infrastructures peut être observée sur les différentes représentations cartographiques du territoire : la carte de Cassini (XVIIIe siècle), la carte d'état-major (1820-1866) et les cartes ou photos aériennes de l'IGN pour la période actuelle (1950 à aujourd'hui).

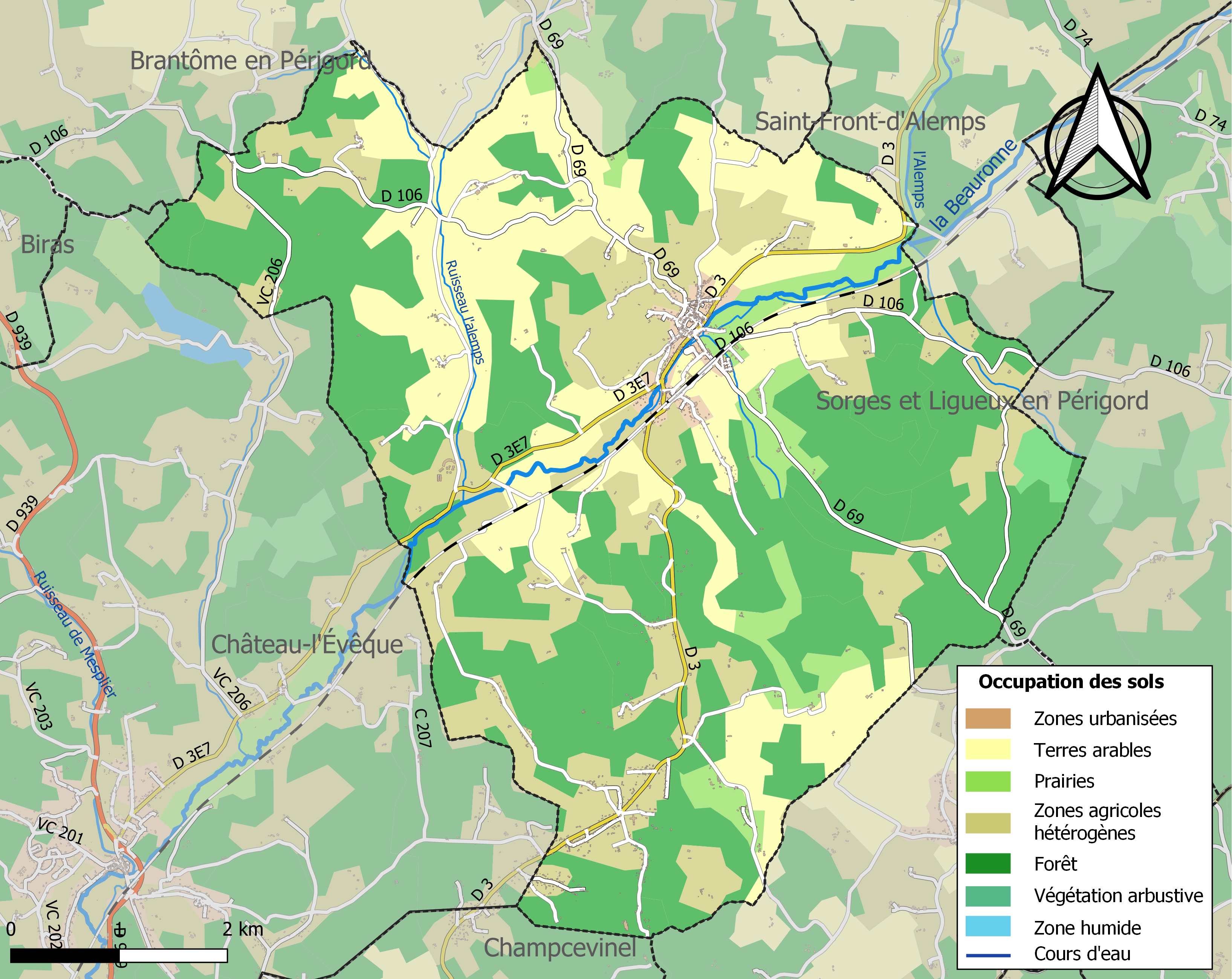
Carte des infrastructures et de l'occupation des sols de la commune en 2018 (CLC).

### Villages, hameaux et lieux-dits
Outre le bourg d'Agonac proprement dit, le territoire se compose d'autres villages ou hameaux, ainsi que de lieux-dits :
- à l'Allée
- la Barrière
- Bas Vaure
- Beaurouchou
- Berbessou
- Berzac
- au Bois
- Borie de Domme
- Borie des Cailloux
- Borie Neuve
- Borie Vieille
- Bosquely
- Bourbou
- la Bourgeade
- Bracou
- Broudissoux
- Buffier
- les Cadagnes
- les Carassonnes
- Chaberlin
- Chantegreil
- Chapot
- Chauly
- la Cheyssas
- le Clauzélou
- le Cluzeau
- la Combe de Borie
- les Combes
- les Combettes
- les Communaux
- Couyès
- Croutarias
- Fayard
- la Faye
- Fontroubade
- la Forêt
- la Forêt[Note 6]
- Galabert
- Galingaud
- les Gavis
- les Genêts
- Gerveries
- les Gondies
- Gourjou
- Haut Vaure
- Haute Lâge
- Labesse
- Labrousse
- Lagrange
- Lamoure
- les Landes
- Lannerie
- Lascouleyrias
- Léger
- le Lyonnet
- le Maine
- Maison Neuve
- Maret
- la Martinie
- Massenaud
- Mirlandois
- Montauban
- Moyenne Lâge
- Neyssant
- Palenque
- Pancette
- Paritou
- Perveyrie
- Petit Palenque
- le Peyrat
- Peyrimas
- le Pigner
- la Porcherie
- la Porte
- Pouliquet
- les Pourrades
- Puy Blanc
- Puychassier
- Puydegand
- Puyjala
- Puylauraud
- Puypouzy
- les Rebières
- les Rousselles
- Ruffinie
- Saigne-Bœuf
- Saleuil
- Sanet
- les Sardenas
- la Siguenie
- Thouard
- Toublanc
- Tranche Pouge
- Versailles
- Veynas
- le Vignaud
- Virolas.

### Prévention des risques

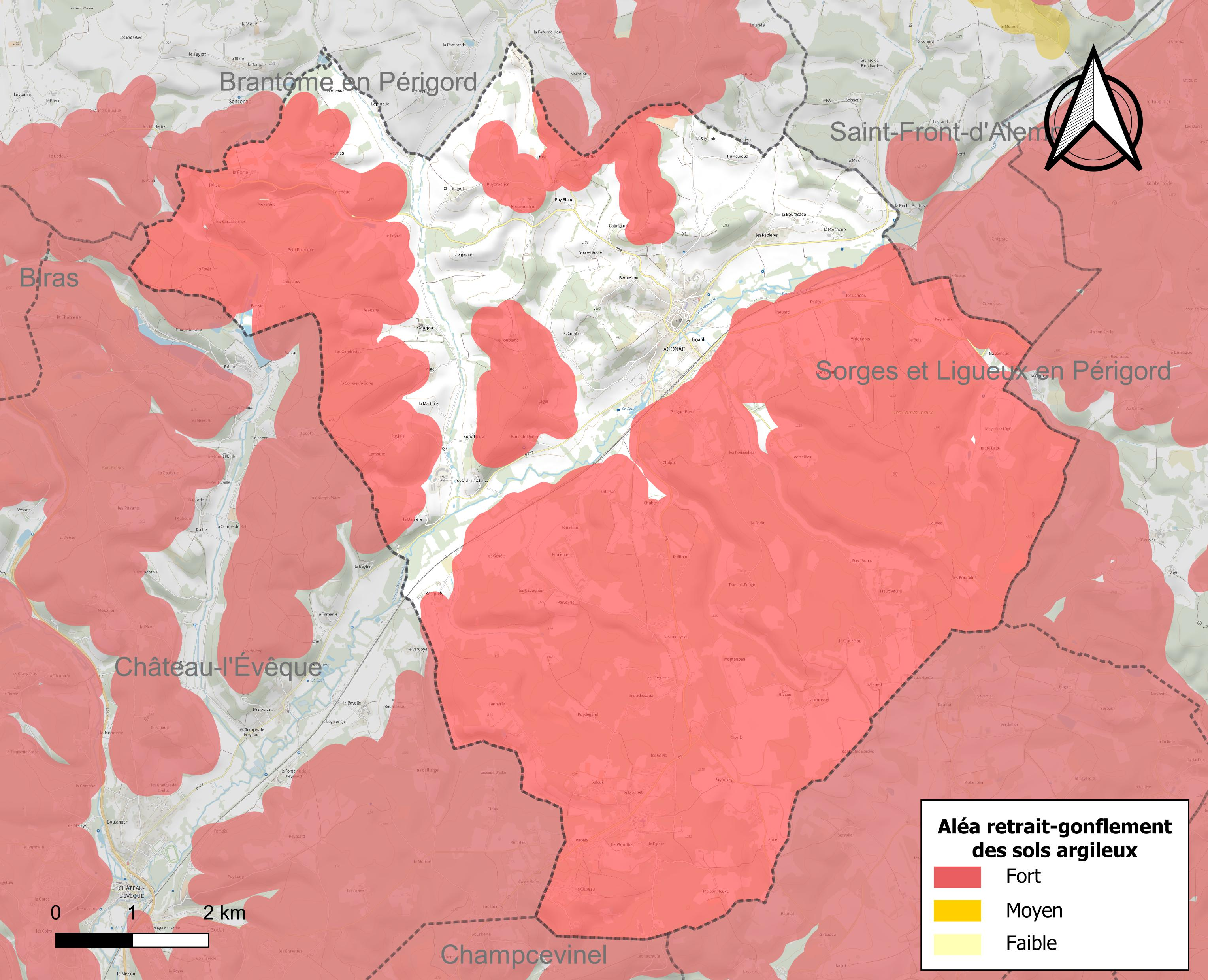
Carte des zones d'aléa retrait-gonflement des sols argileux d'Agonac.

Le territoire de la commune d'Agonac est vulnérable à différents aléas naturels : météorologiques (tempête, orage, neige, grand froid, canicule ou sécheresse), inondations, feux de forêts, mouvements de terrains et séisme (sismicité très faible). Un site publié par le BRGM permet d'évaluer simplement et rapidement les risques d'un bien localisé soit par son adresse soit par le numéro de sa parcelle.
Certaines parties du territoire communal sont susceptibles d’être affectées par le risque d’inondation par débordement de cours d'eau, notamment la Beauronne. La commune a été reconnue en état de catastrophe naturelle au titre des dommages causés par les inondations et coulées de boue survenues en 1982, 1983, 1986, 1999 et 2007,. Le risque inondation est pris en compte dans l'aménagement du territoire de la commune par le biais du plan de prévention des risques inondation (PPRI) de la « vallée de la Beauronne et de l'Alemps », couvrant six communes et approuvé le 20 mars 2012, pour les crues de la Beauronne, impactant sa vallée sur une largeur pouvant atteindre 300 mètres sur le territoire communal. Le débit centennal de la Beauronne retenu pour l'élaboration du PPRI est de 72 m3/s,
Agonac est exposée au risque de feu de forêt. L’arrêté préfectoral du 14 mars 2013 fixe les conditions de pratique des incinérations et de brûlage dans un objectif de réduire le risque de départs d’incendie. À ce titre, des périodes sont déterminées : interdiction totale du 15 février au 15 mai et du 15 juin au 15 octobre, utilisation réglementée du 16 mai au 14 juin et du 16 octobre au 14 février. En septembre 2020, un plan inter-départemental de protection des forêts contre les incendies (PidPFCI) a été adopté pour la période 2019-2029,.
Les mouvements de terrains susceptibles de se produire sur la commune sont des tassements différentiels. Le retrait-gonflement des sols argileux est susceptible d'engendrer des dommages importants aux bâtiments en cas d’alternance de périodes de sécheresse et de pluie. 75,4 % de la superficie communale est en aléa moyen ou fort (58,6 % au niveau départemental et 48,5 % au niveau national métropolitain). Depuis le 1er octobre 2020, en application de la loi ÉLAN, différentes contraintes s'imposent aux vendeurs, maîtres d'ouvrages ou constructeurs de biens situés dans une zone classée en aléa moyen ou fort,.
La commune a été reconnue en état de catastrophe naturelle au titre des dommages causés par la sécheresse en 1989, 1992, 1995, 1997, 2003, 2005, 2009 et 2011 et par des mouvements de terrain en 1999.

## Toponymie

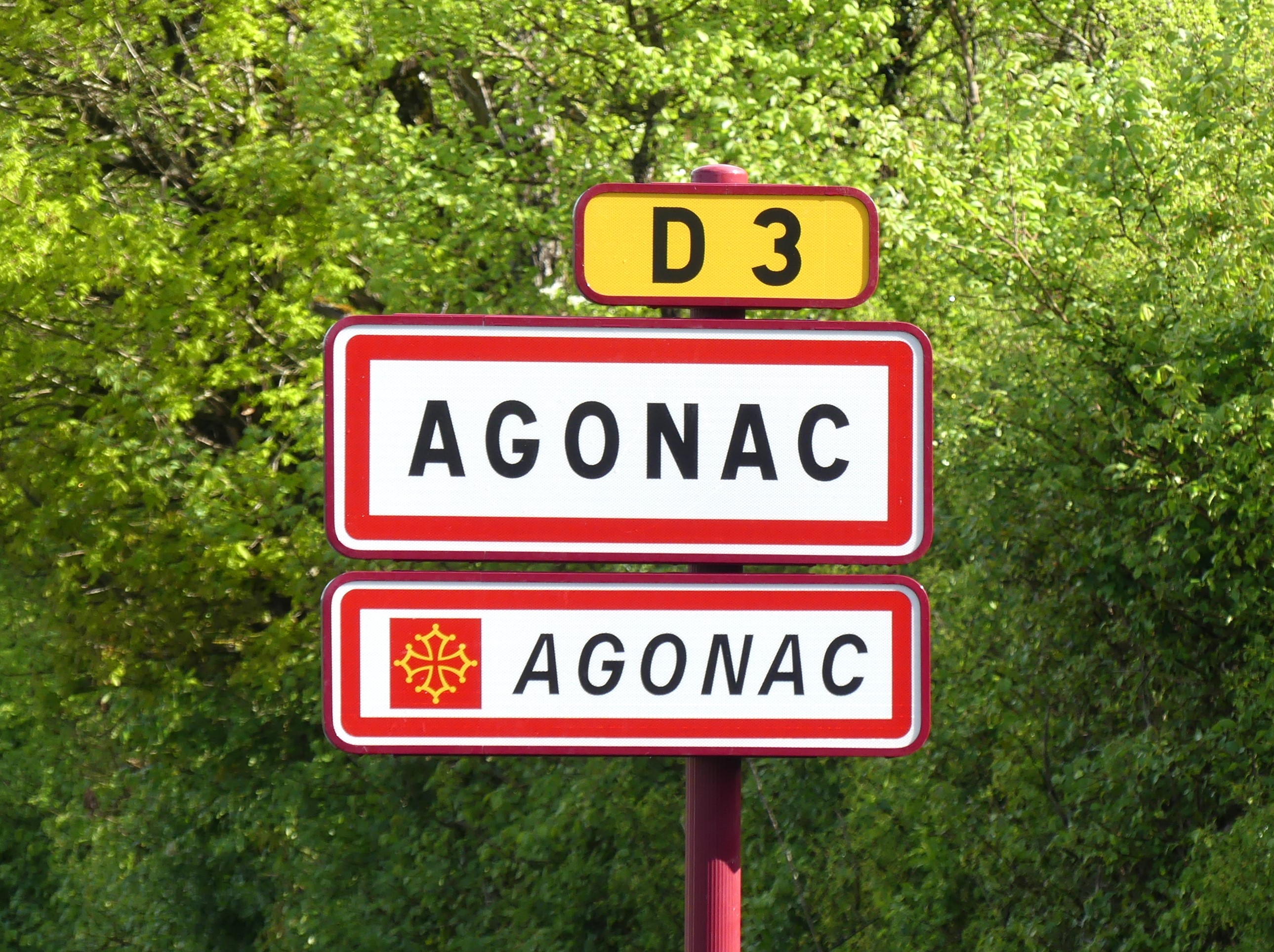
Panneau d'entrée au bourg d'Agonac en français et occitan.

Le nom de la localité est attesté sous la forme Castrum agonacum au XIIe siècle, Agonag en 1249, Agonhac en 1276.
Toponyme se terminant en -ac, d'une origine germanique Ago(n) avec le suffixe -acum.
En français comme en occitan, le nom de la commune s'écrit de la même manière.

## Histoire
Aux lieux-dits "Borie-Vieille" et "Les Cadagnes", des fouilles ont attesté une occupation de la région dès les temps préhistoriques.
Au Xe siècle, l'évêque Frotaire de Gourdon choisit une colline d'accès difficile dominant la vallée pour y édifier l'une des cinq forteresses qui devaient protéger la région contre les invasions normandes.
Au Moyen Âge, Agonac était une ville close protégée par des remparts et à laquelle on accédait par quatre passages : la porte De Ripagay, la porte Palenchart, la porte Foscheyrencha et au nord-est, la seule encore existante, la porte Salseyron.
Le village est identifié sous le nom d'Agonat sur la carte de Cassini, représentant la France entre 1756 et 1789.
Lors de la Première Guerre mondiale, alors que la commune compte plus de 1 400 habitants, 276 d'entre eux montent vers le front, et 56 y perdent la vie.
En avril 1944, le corps d'un habitant arrêté par les Allemands à Agonac a été retrouvé mort, fusillé, à Ligueux, au lieu-dit Combe Froide.
Dans la nuit du 13 au 14 juin 2007, des orages particulièrement violents accompagnés de pluies diluviennes ont entraîné une crue subite de la Beauronne. Une quarantaine de maisons ont été sinistrées à Agonac. Ces maisons ont été construites en fond de vallée de la Beauronne à partir des années 1980, là où il y avait avant des pâtures régulièrement inondées.

## Politique et administration

### Rattachements administratifs
La commune d'Agonac (appelée dans un premier temps Agonat puis Agonnac) a été rattachée, dès 1790, au canton d'Agonat qui dépendait du district de Perigueux. Les districts sont supprimés en 1795 et le canton d'Agonat en 1800. La commune est alors rattachée au canton de Brantôme dépendant de l'arrondissement de Périgueux.
Dans le cadre de la réforme de 2014 définie par le décret du 21 février 2014, la commune est rattachée au canton de Trélissac pour les élections départementales de mars 2015.

### Intercommunalité
Le 27 décembre 2001, la commune adhère à la communauté de communes des Villages truffiers des portes de Périgueux. Cette intercommunalité étant dissoute au 31 décembre 2011, Agonac rejoint la communauté d'agglomération périgourdine le 1er janvier 2012.
La communauté d'agglomération périgourdine disparait le 31 décembre 2013, remplacée au 1er janvier 2014 par une nouvelle intercommunalité élargie : Le Grand Périgueux.

### Administration municipale
La population de la commune étant comprise entre 1 500 et 2 499 habitants au recensement de 2017, dix-neuf conseillers municipaux ont été élus en 2020,.

### Liste des maires
| Période                                  | Période       | Identité               | Étiquette | Qualité |
| ---------------------------------------- | ------------- | ---------------------- | --------- | --- |
| Les données manquantes sont à compléter. |               |                        |           | |
|                                          |               |                        |           | |
| 1870                                     | 1886          | Adolphe Barbut         |           | Négociant |
| 1886                                     | décembre 1886 | Pierre Picot           |           | Adjoint faisant fonctions de maire |
| décembre 1886                            | octobre 1913  | Élie Simonet           |           | Propriétaire |
| octobre 1913                             | mai 1929      | Louis Roux             |           | Propriétaire |
| mai 1929                                 | mai 1935      | Gabriel Simonnet       |           | Propriétaire |
| mai 1935                                 | 1944          | Gaston Thibault        |           | Propriétaire cultivateur |
| octobre 1944                             | décembre 1951 | Camille Barbut         |           | Ingénieur négociant |
| décembre 1951                            | mars 1959     | Gaston Thibault        |           | Propriétaire cultivateur |
| mars 1959                                | mars 1977     | Paul Mordiconi         |           | Notaire |
| mars 1977                                | mars 1983     | Jean Demoures          |           | |
| mars 1983                                | mars 1989     | Daniel Couder          |           | |
| mars 1989                                | avril 2014    | Jean-Claude Brouillaud | SE        | Cadre retraité |
| avril 2014 (réélue en mai 2020)          | En cours      | Christelle Druillole,  | PS,       | Attachée parlementaire Conseillère départementale du canton de Trélissac (depuis 2015) Suppléante du sénateur Serge Mérillou depuis 2020 |

### Politique de développement durable
La commune a engagé une politique de développement durable en lançant une démarche d'Agenda 21.

### Jumelages

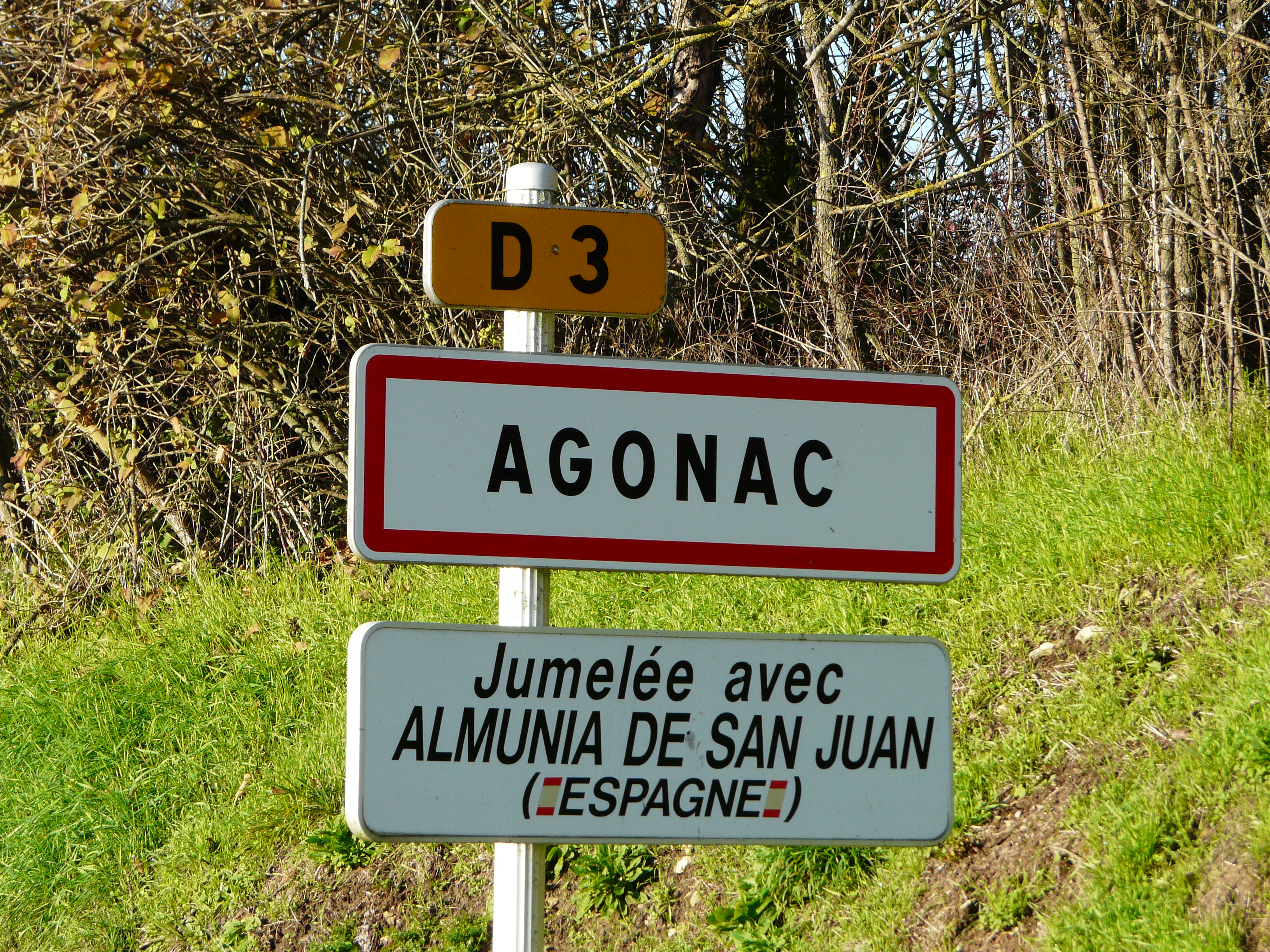
Panneau de jumelage à Agonac.

- Almunia de San Juan (Espagne) depuis 1984[60]

## Équipements et services publics

### Santé
Début 2021, les locaux rénovés de l'ancienne école maternelle accueillent une maison de santé où sont installés quatre médecins généralistes, un cabinet de quatre infirmières, une art-thérapeute, un kinésithérapeute, une ostéopathe, une podologue et une psychologue.

### Justice
Dans le domaine judiciaire, Agonac relève : 
- du tribunal judiciaire, du tribunal pour enfants, du conseil de prud'hommes et du tribunal de commerce de Périgueux ;
- du pôle Nationalité du tribunal judiciaire de Périgueux (compétent uniquement dans le domaine de la nationalité) ;
- de la cour d'appel, du tribunal administratif et de la cour administrative d'appel de Bordeaux.

## Population et société

### Démographie
Les habitants d'Agonac se nomment les Agonacois.
L'évolution du nombre d'habitants est connue à travers les recensements de la population effectués dans la commune depuis 1793. Pour les communes de moins de 10 000 habitants, une enquête de recensement portant sur toute la population est réalisée tous les cinq ans, les populations de référence des années intermédiaires étant quant à elles estimées par interpolation ou extrapolation. Pour la commune, le premier recensement exhaustif entrant dans le cadre du nouveau dispositif a été réalisé en 2004.

En 2022, la commune comptait 1 809 habitants, en évolution de +3,08 % par rapport à 2016 (Dordogne : +0,37 %, France hors Mayotte : +2,11 %).
| 1793  | 1800  | 1806  | 1821  | 1831  | 1836  | 1841  | 1846  | 1851  |
| ----- | ----- | ----- | ----- | ----- | ----- | ----- | ----- | ----- |
| 1 516 | 1 555 | 1 538 | 1 541 | 1 739 | 1 672 | 1 719 | 1 714 | 1 586 |

| 1856  | 1861  | 1866  | 1872  | 1876  | 1881  | 1886  | 1891  | 1896  |
| ----- | ----- | ----- | ----- | ----- | ----- | ----- | ----- | ----- |
| 1 577 | 1 615 | 1 629 | 1 590 | 1 631 | 1 652 | 1 564 | 1 560 | 1 533 |

| 1901  | 1906  | 1911  | 1921  | 1926  | 1931  | 1936  | 1946  | 1954  |
| ----- | ----- | ----- | ----- | ----- | ----- | ----- | ----- | ----- |
| 1 452 | 1 435 | 1 404 | 1 300 | 1 329 | 1 276 | 1 278 | 1 301 | 1 236 |

| 1962  | 1968  | 1975  | 1982  | 1990  | 1999  | 2004  | 2006  | 2009  |
| ----- | ----- | ----- | ----- | ----- | ----- | ----- | ----- | ----- |
| 1 211 | 1 162 | 1 027 | 1 059 | 1 342 | 1 451 | 1 553 | 1 600 | 1 637 |

| 2014  | 2019  | 2022  | - | - | - | - | - | - |
| ----- | ----- | ----- | - | - | - | - | - | - |
| 1 746 | 1 772 | 1 809 | - | - | - | - | - | - |

### Sports
- En juillet, la « Mike-Bishop » est une course pédestre de dix kilomètres, que suit une randonnée pédestre plus courte (24e édition en 2025 entre Agonac et Eyvirat[67]).
- En 2021, en cyclisme, Agonac est ville-départ de la 2e étape du Tour du Limousin-Périgord-Nouvelle-Aquitaine, qui se termine à Payzac, après 172 km de course.
- Dans le cadre des Jeux olympiques de Paris 2024, la flamme olympique passe par six communes du département de la Dordogne le 22 mai 2024, notamment à Agonac[68].

### Manifestations culturelles ou festivités
- Fête foraine annuelle pendant un week-end en mai[69].
- Foire aux vins sur un week-end début août (39e édition en 2025)[70].

## Économie

### Emploi
En 2021, parmi la population communale comprise entre 15 et 64 ans, les actifs représentent 801 personnes, soit 44,6 % de la population municipale. Le nombre de chômeurs (77) a augmenté par rapport à 2015 (74) et le taux de chômage de cette population active s'établit à 9,6 %.

### Activités hors agriculture

#### Secteurs d'activités
119 établissements marchands non agricoles sont économiquement actifs en 2021 à Agonac,.
| Secteur d'activité                                                                                        | Commune | Commune | Département |
| Secteur d'activité                                                                                        | Nombre  | %       | %           |
| --- | ------- | ------- | ----------- |
| Ensemble                                                                                                  | 119     | 100 %   | (100 %)     |
| Industrie manufacturière, industries extractives et autres                                                | 18      | 15,1 %  | (8,4 %)     |
| Construction                                                                                              | 14      | 11,8 %  | (13,4 %)    |
| Commerce de gros et de détail, transports, hébergement et restauration                                    | 20      | 16,8 %  | (28,2 %)    |
| Information et communication                                                                              | 3       | 2,5 %   | (1,8 %)     |
| Activités financières et d'assurance                                                                      | 2       | 1,7 %   | (3,6 %)     |
| Activités immobilières                                                                                    | 2       | 1,7 %   | (6,7 %)     |
| Activités spécialisées, scientifiques et techniques et activités de services administratifs et de soutien | 17      | 14,3 %  | (15 %)      |
| Administration publique, enseignement, santé humaine et action sociale                                    | 31      | 26,1 %  | (12,8 %)    |
| Autres activités de services                                                                              | 12      | 10,1 %  | (10,1 %)    |

Le secteur de l'administration publique, de l'enseignement, de la santé humaine et de l'action sociale est prépondérant sur la commune puisqu'il représente 26,1 % du nombre total d'établissements de la commune (31 sur les 119 entreprises implantées  à Agonac), contre 12,8 % au niveau départemental.

#### Entreprises et commerces
Les trois entreprises ayant leur siège social sur le territoire communal qui ont généré le plus de chiffre d'affaires en 2023 sont : 
- Flag24, Supermarchés (2 491 k€) ;
- Centre équestre d'Agonac, Autres activités liées au sport (126 k€) ;
- SARL Les Causses de Cornille, Commerce de gros (commerce interentreprises) non spécialisé (83 k€).

### Agriculture
La commune est dans le « Périgord Blanc », une petite région agricole dans le département de la Dordogne. En 2020, l'orientation technico-économique de l'agriculture  sur la commune est la polyculture et/ou le polyélevage. 
|               | 1988  | 2000  | 2010  | 2020  |
| ------------- | ----- | ----- | ----- | ----- |
| Exploitations | 56    | 50    | 28    | 17    |
| SAU (ha)      | 1 307 | 1 335 | 1 237 | 1 373 |

Le nombre d'exploitations agricoles en activité et ayant leur siège dans la commune est passé de 56 lors du recensement agricole de 1988  à 50 en 2000 puis à 28 en 2010 et enfin à 17 en 2020, soit une baisse de 70 % en 32 ans. Le même mouvement est observé à l'échelle du département qui a perdu pendant cette période 60 % de ses exploitations (passant de 15 825 à 6 328),. La surface agricole utilisée sur la commune a quant à elle augmenté, passant de 1 307 ha en 1988 à 1 373 ha en 2020. Parallèlement la surface agricole utilisée moyenne par exploitation a augmenté, passant de 23 à 81 ha.

## Culture locale et patrimoine

### Lieux et monuments

#### Patrimoine civil
- Le château d'Agonac, XIXe siècle. Fondé en 980 et rebâti à diverses époques.
- Le manoir d'Agonac, limite XVIIIe , XIXe siècle.
- Le logis de l'Hospice, XVIIe siècle, propriété privée.
- La chartreuse du Pouliquet, XIXe siècle, propriété privée.
- Le château de Gourjou, propriété privée.
- La porte Salseyron, XIVe siècle, qui protégeait l'entrée nord du bourg au Moyen Âge.
- Le vieux bourg.

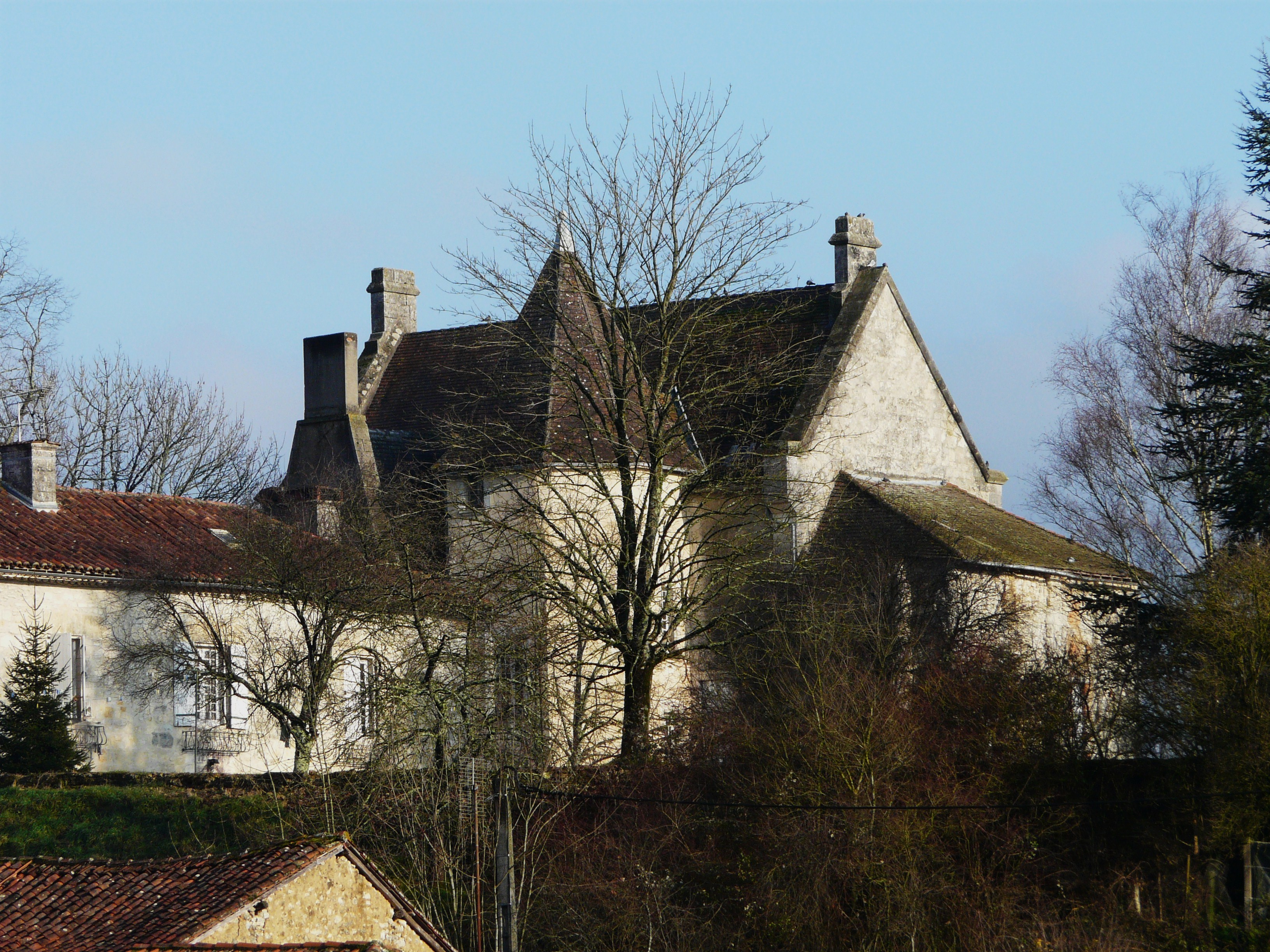
Le château d'Agonac.
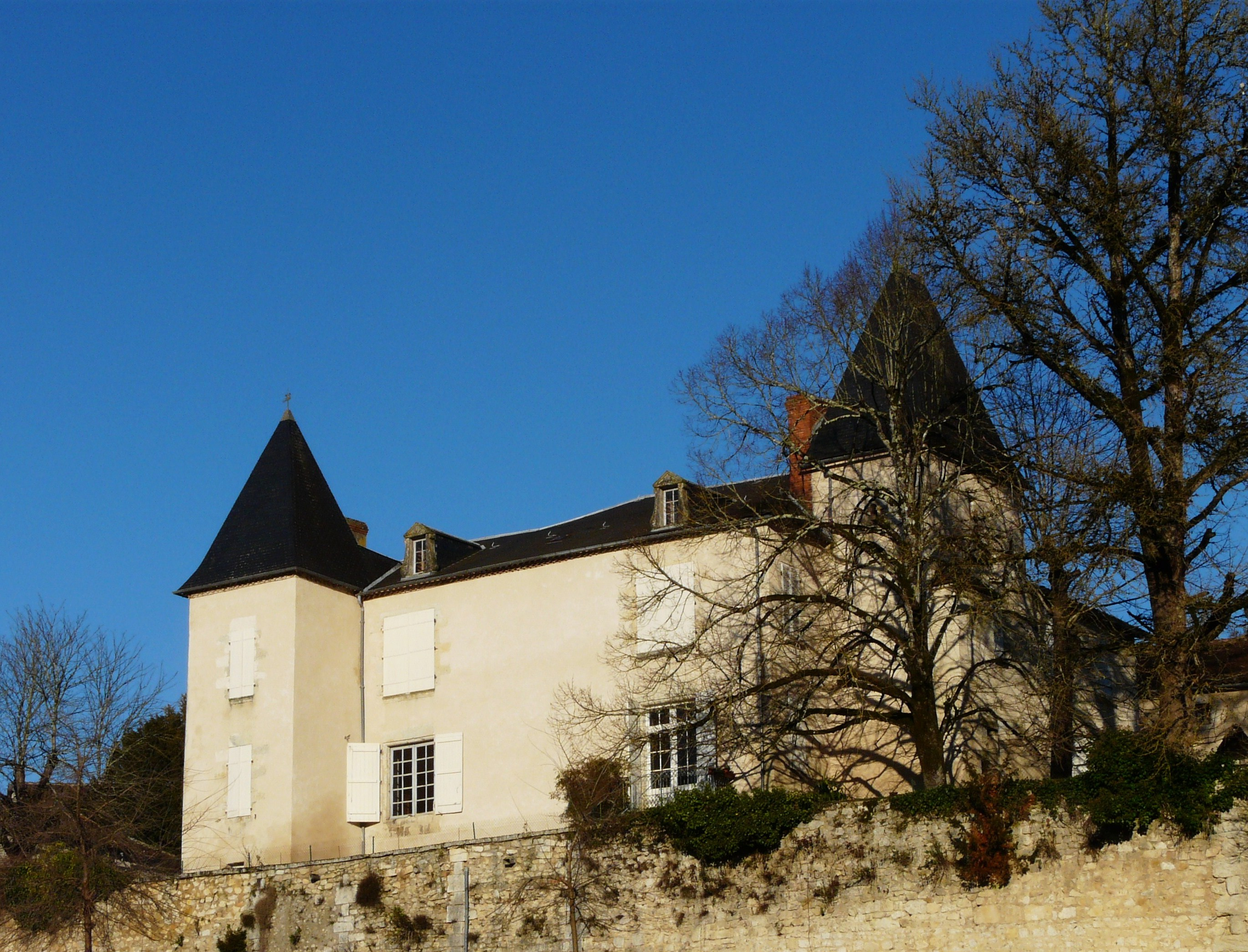
Le manoir d'Agonac.
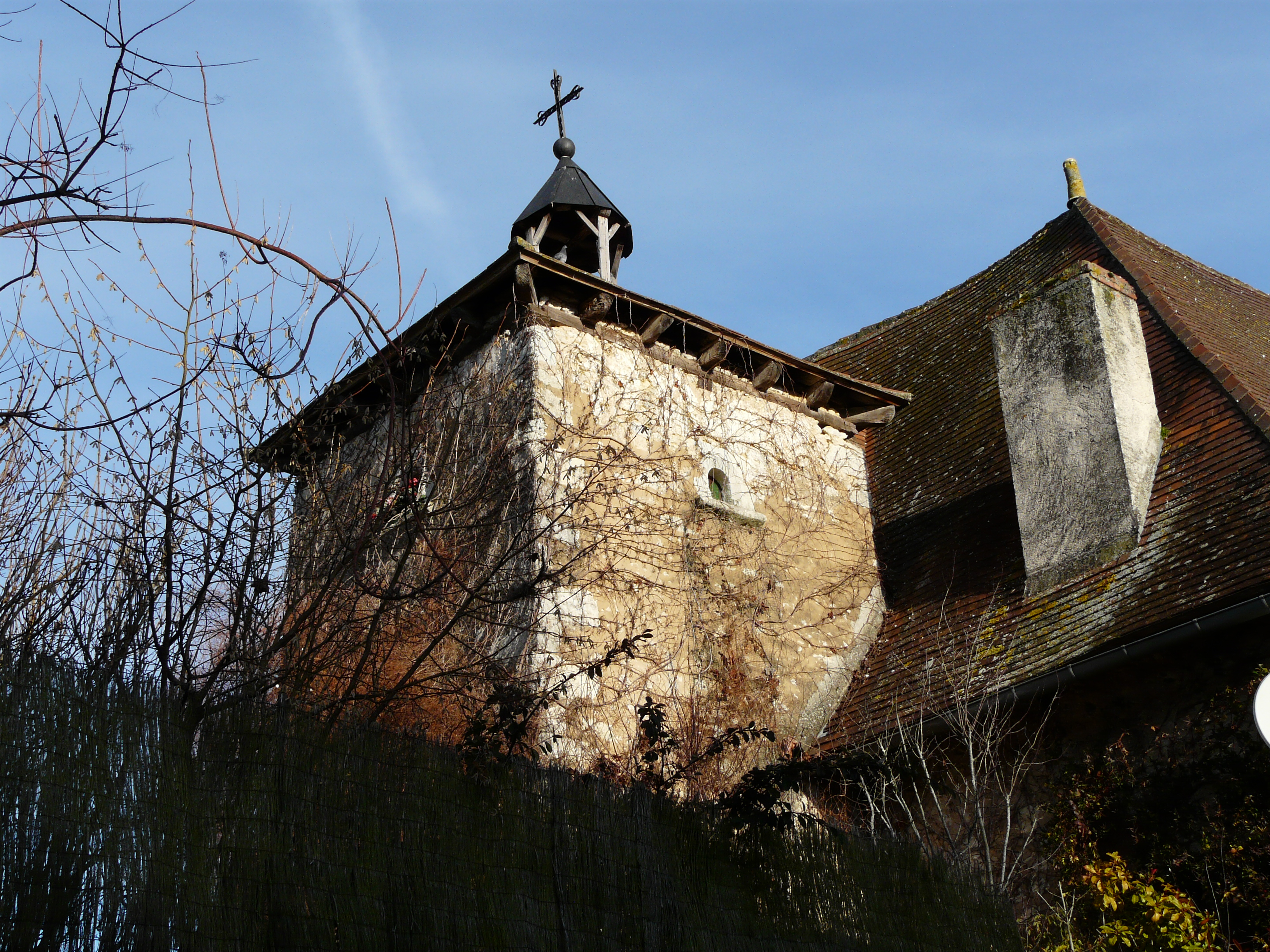
Pigeonnier du logis de l'Hospice.
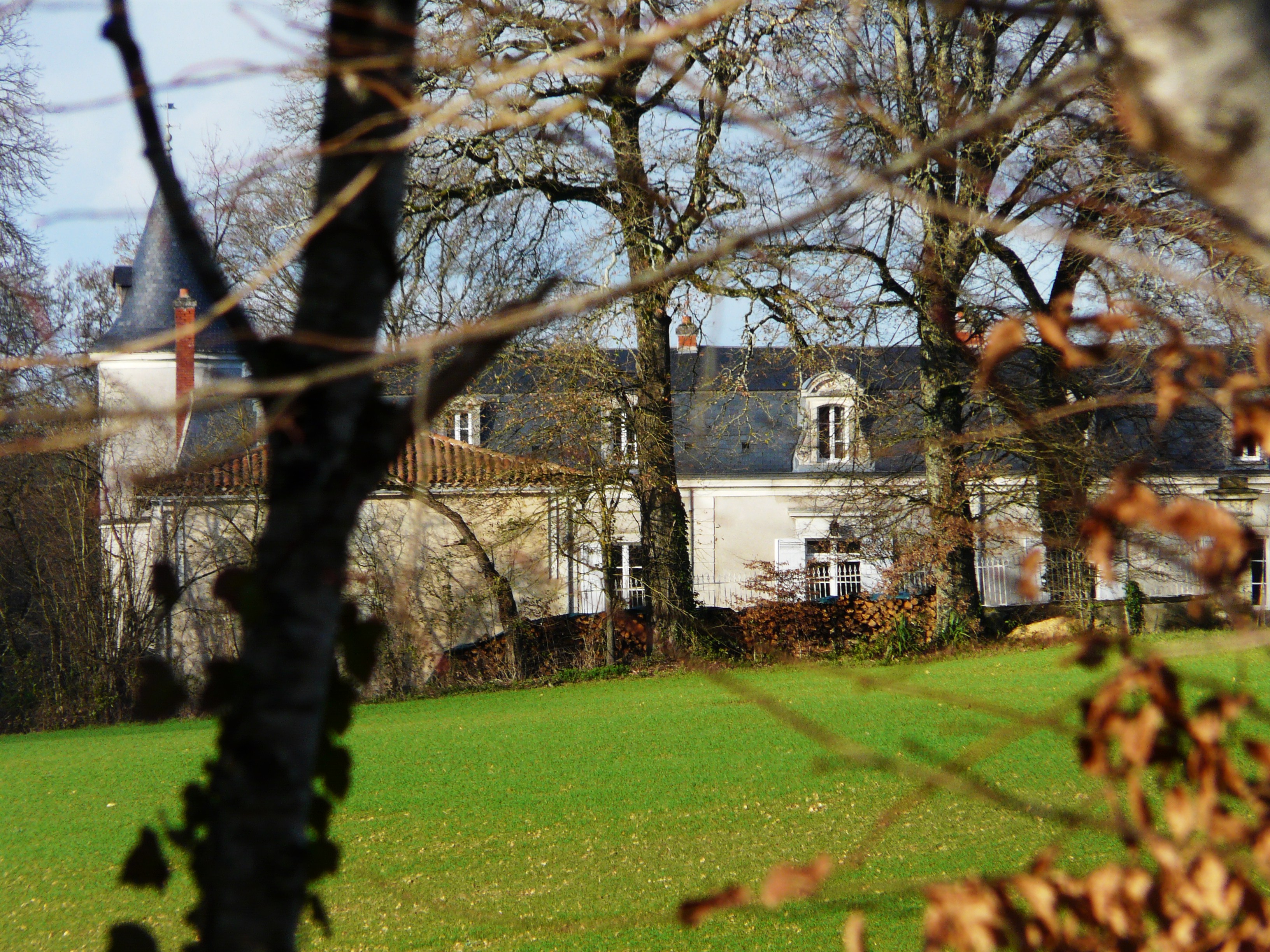
La chartreuse du Pouliquet.
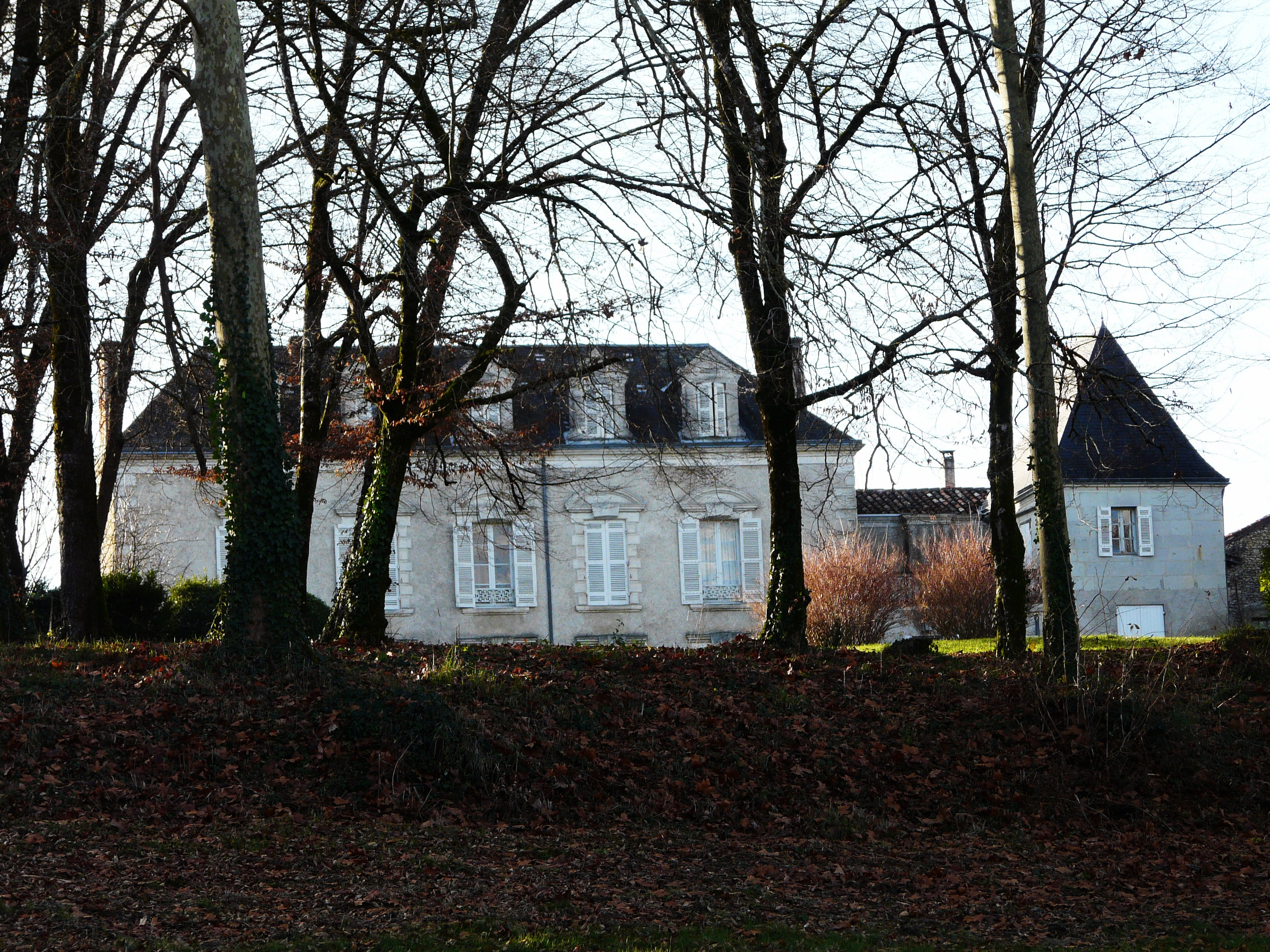
Le château de Gourjou.
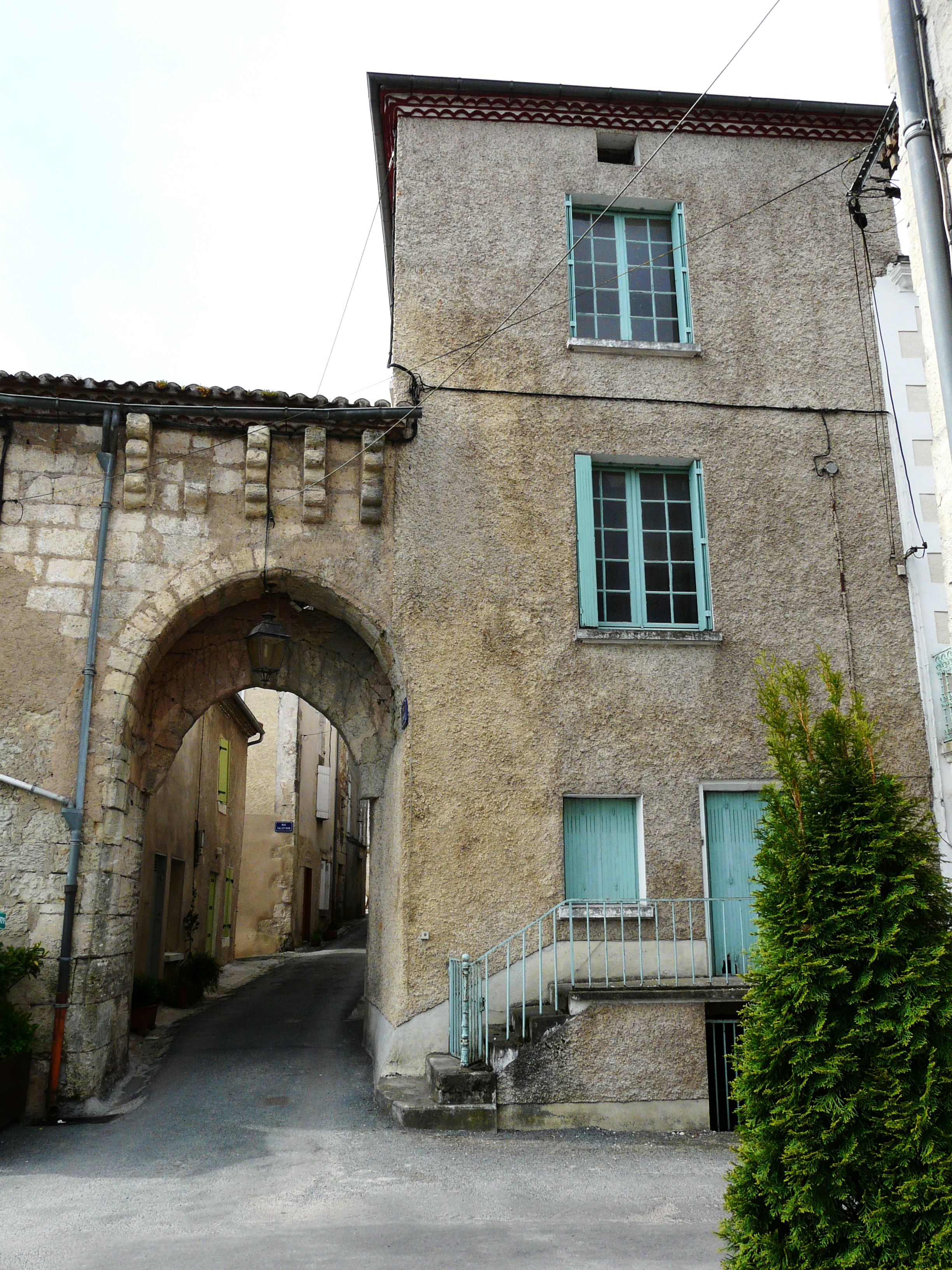
La porte Salseyron.
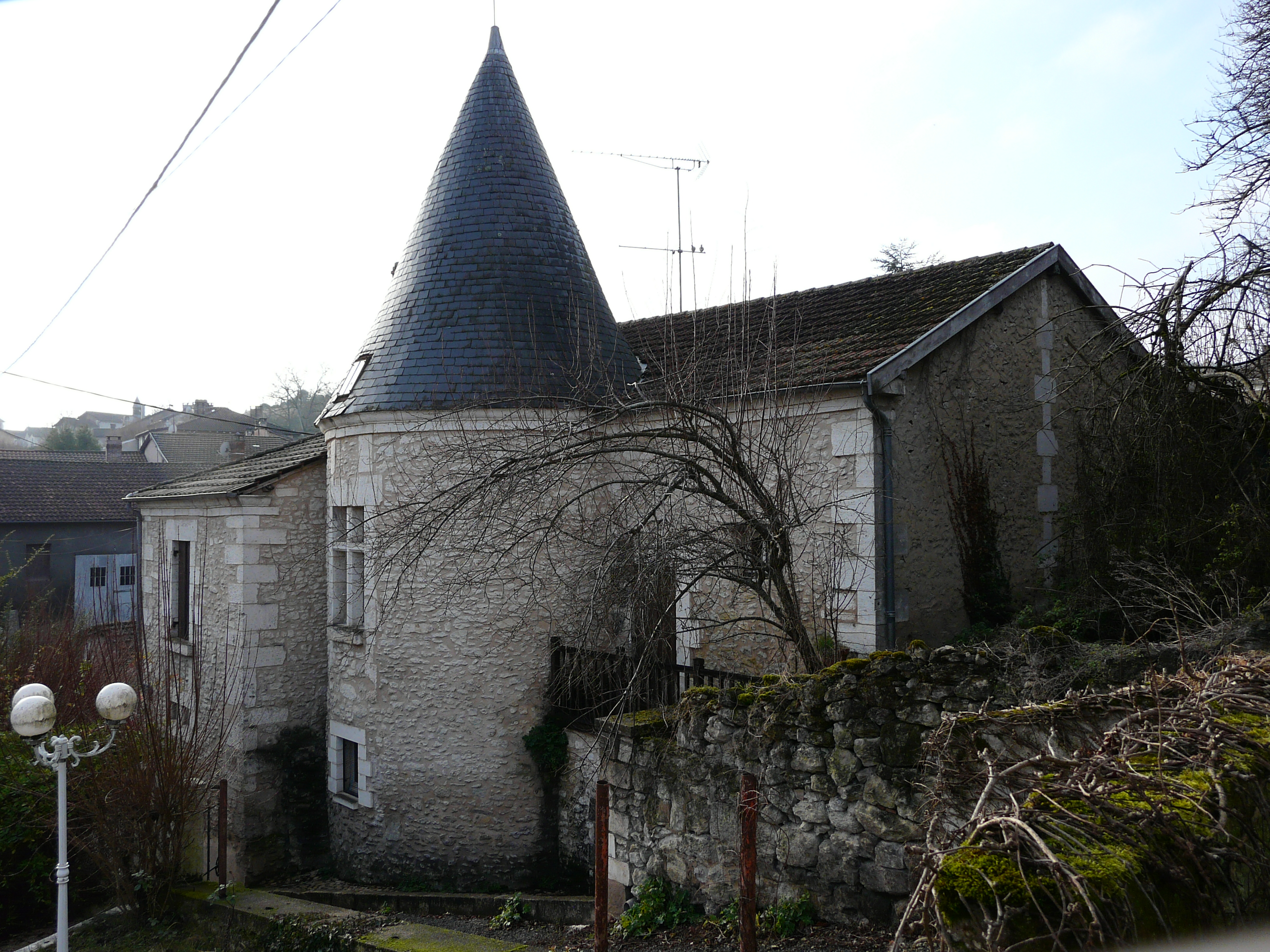
Maison ancienne dans le bourg.

##### Les bassins
À moins de 150 mètres au nord-ouest de la gare d'Agonac se situent deux bassins circulaires. Le plus grand, d'environ 28 mètres de diamètre, est alimenté par la Beauronne toute proche. Un plus petit, d'environ 8,50 mètres de diamètre, est alimenté par pompage depuis le grand bassin. Avant l'arrivée des locomotives Diesel, des conduites acheminaient l'eau dans des grandes cuves situées à la gare d'Agonac pour alimenter les locomotives à vapeur.

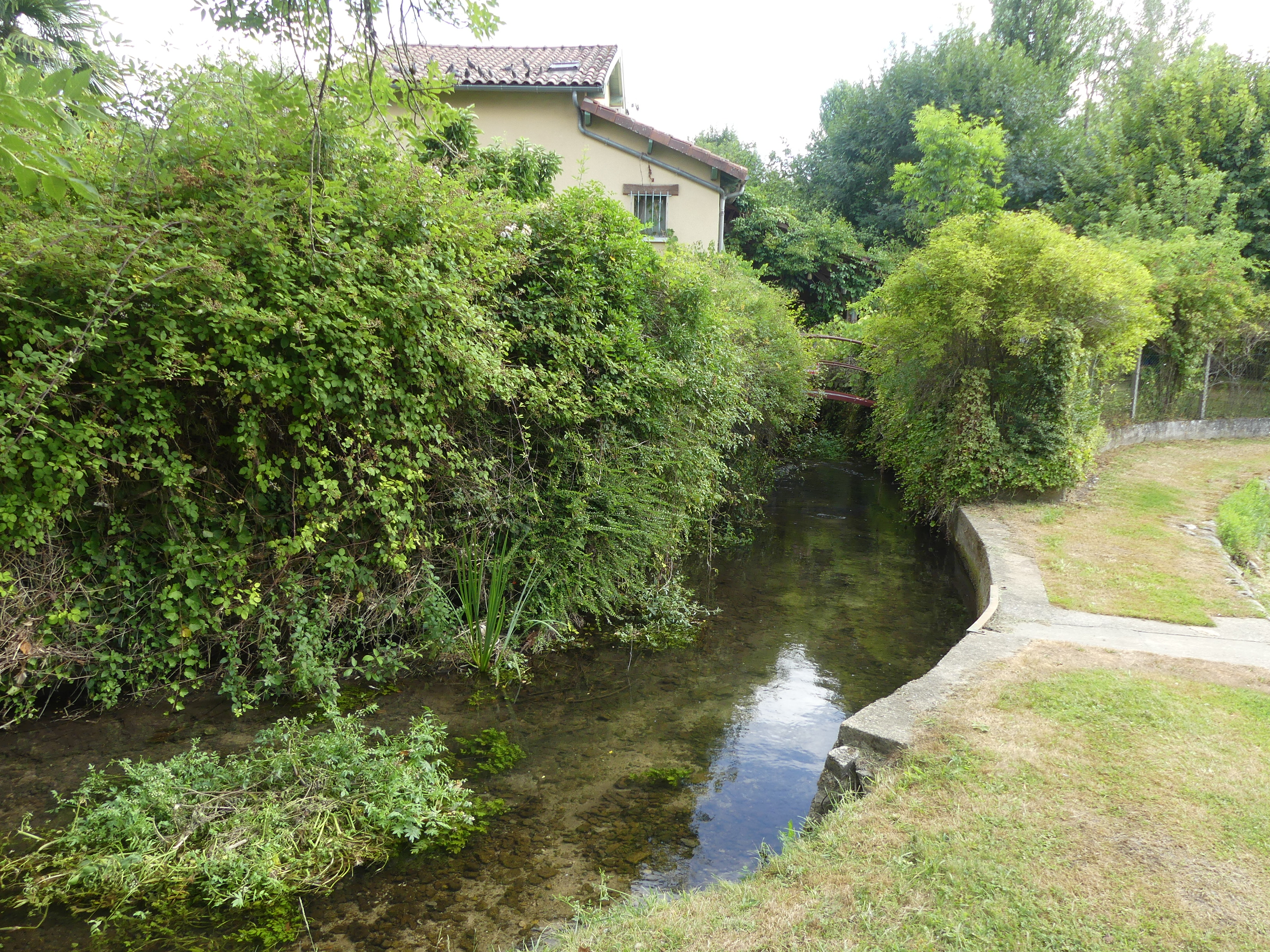
Prise d'eau sur la Beauronne vers le grand bassin (conduit situé sous la zone cimentée, à droite).
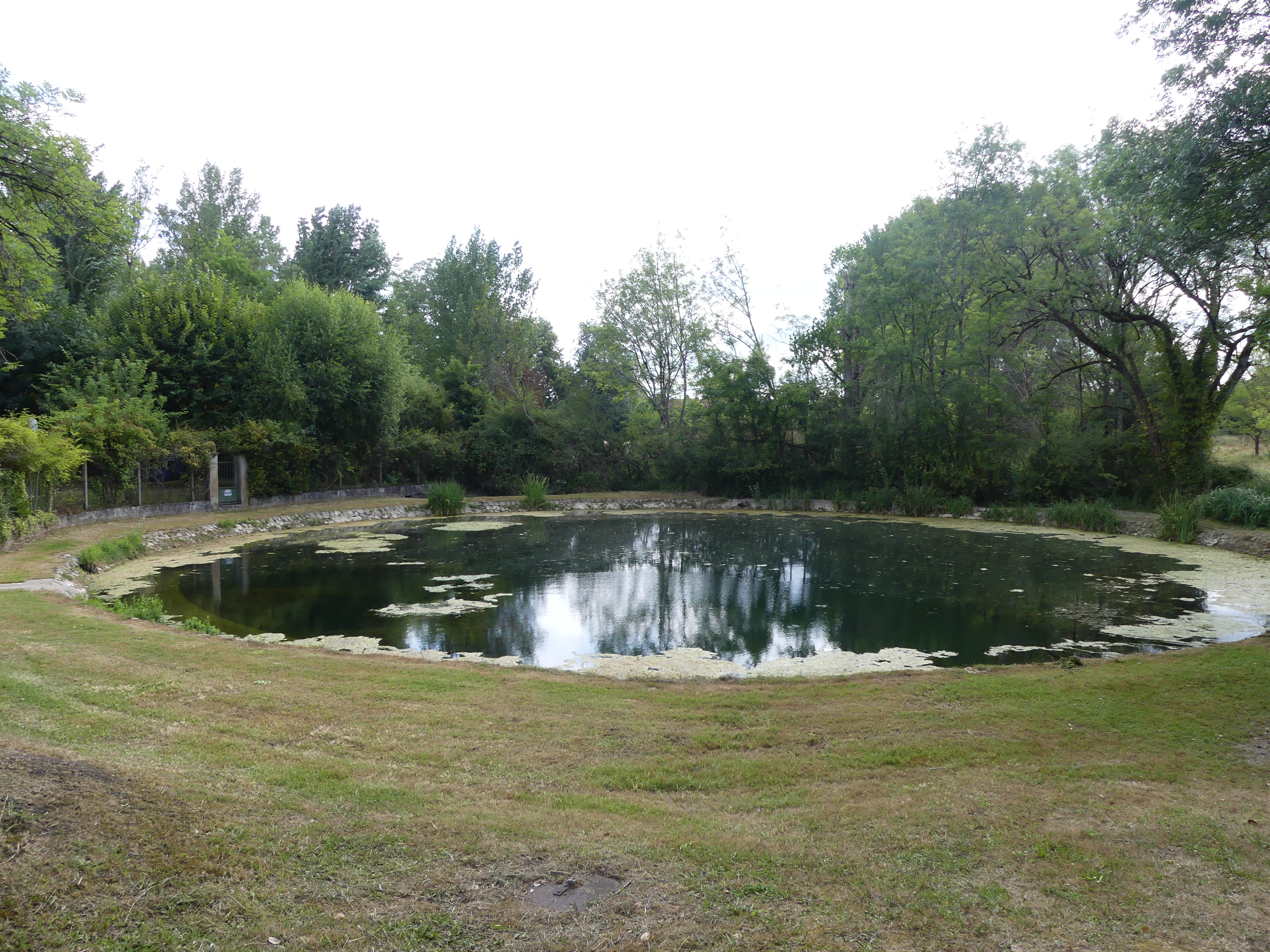
Le grand bassin.
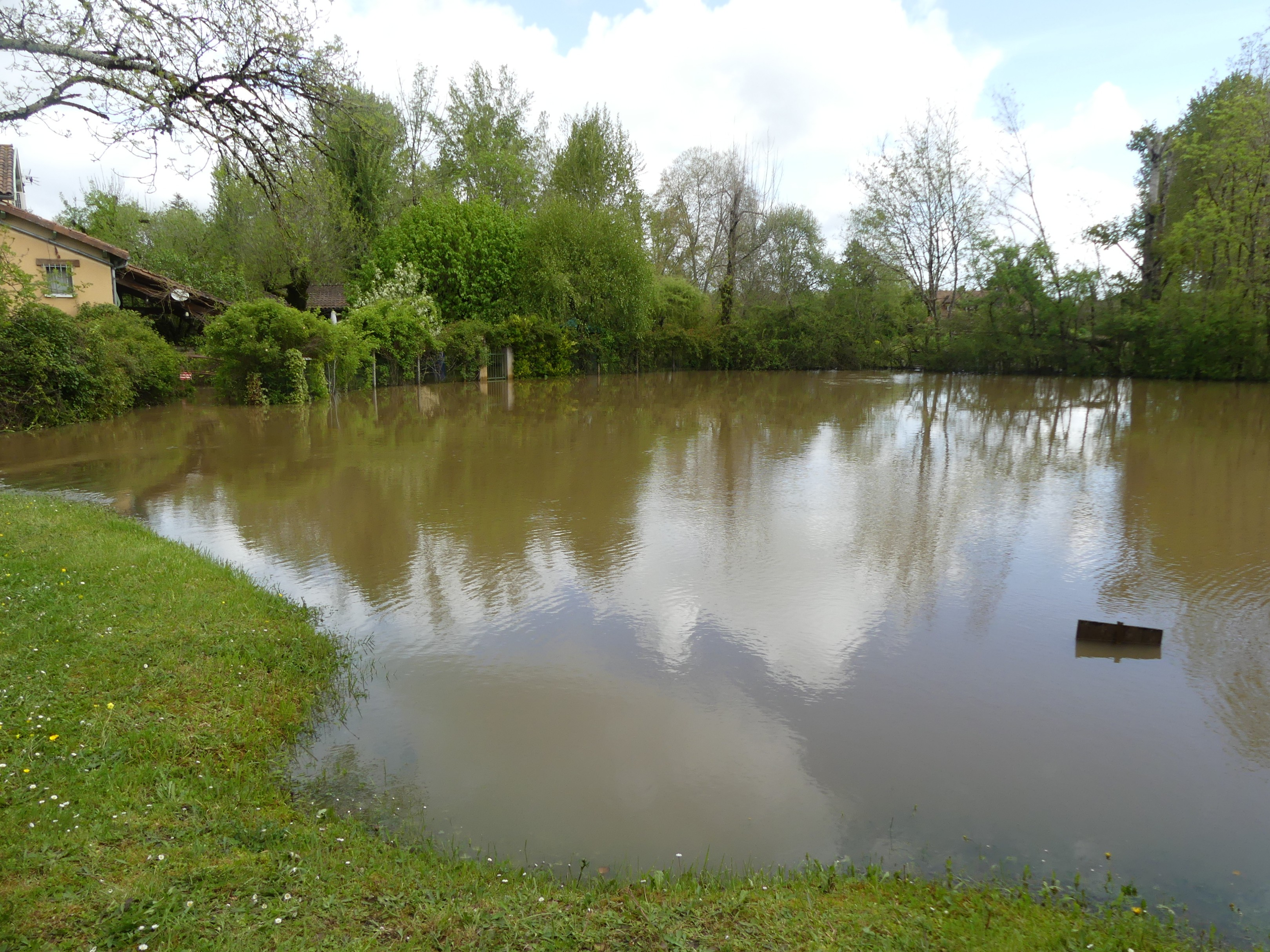
Idem, en période de crue.
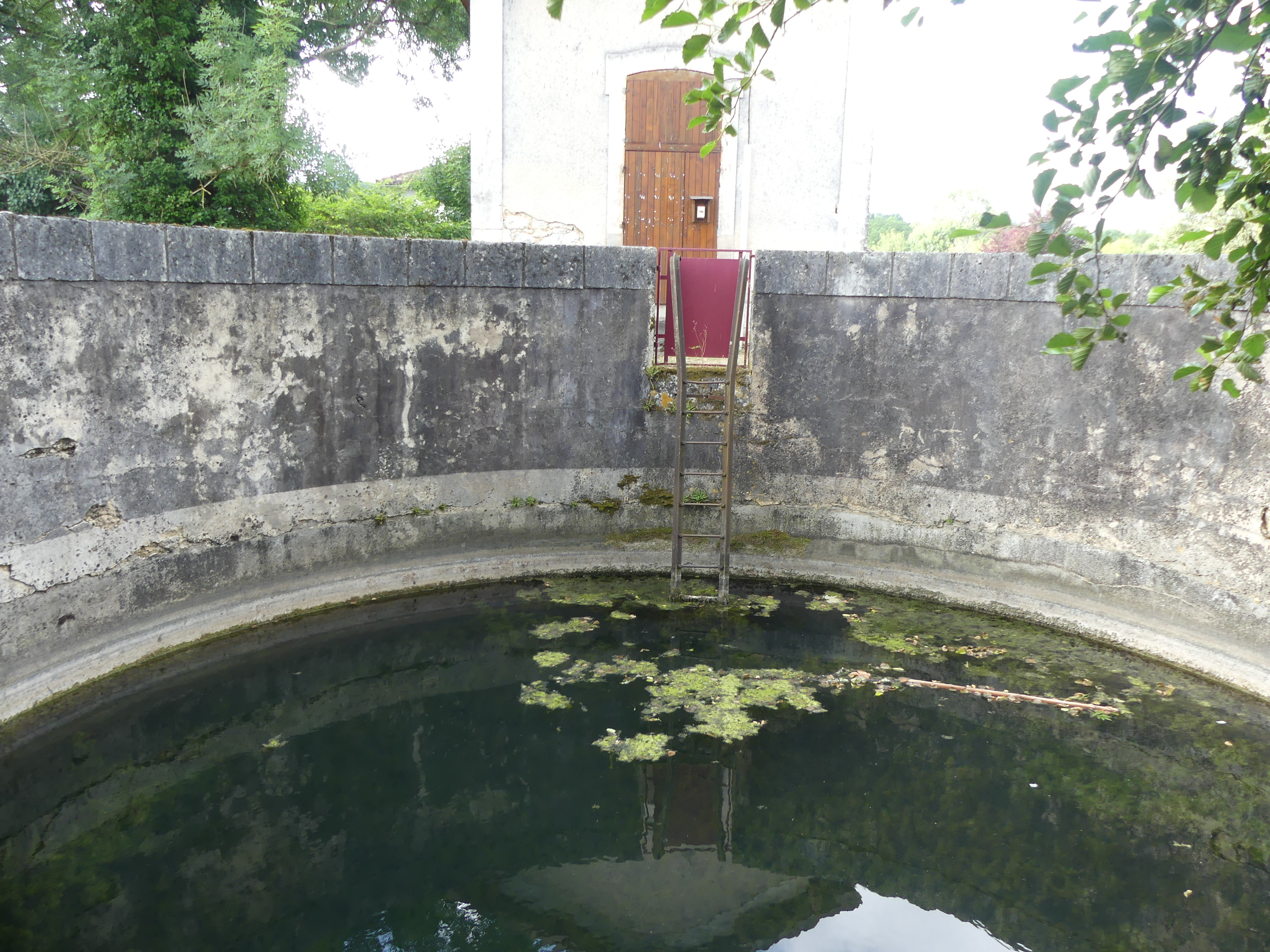
Le petit bassin.
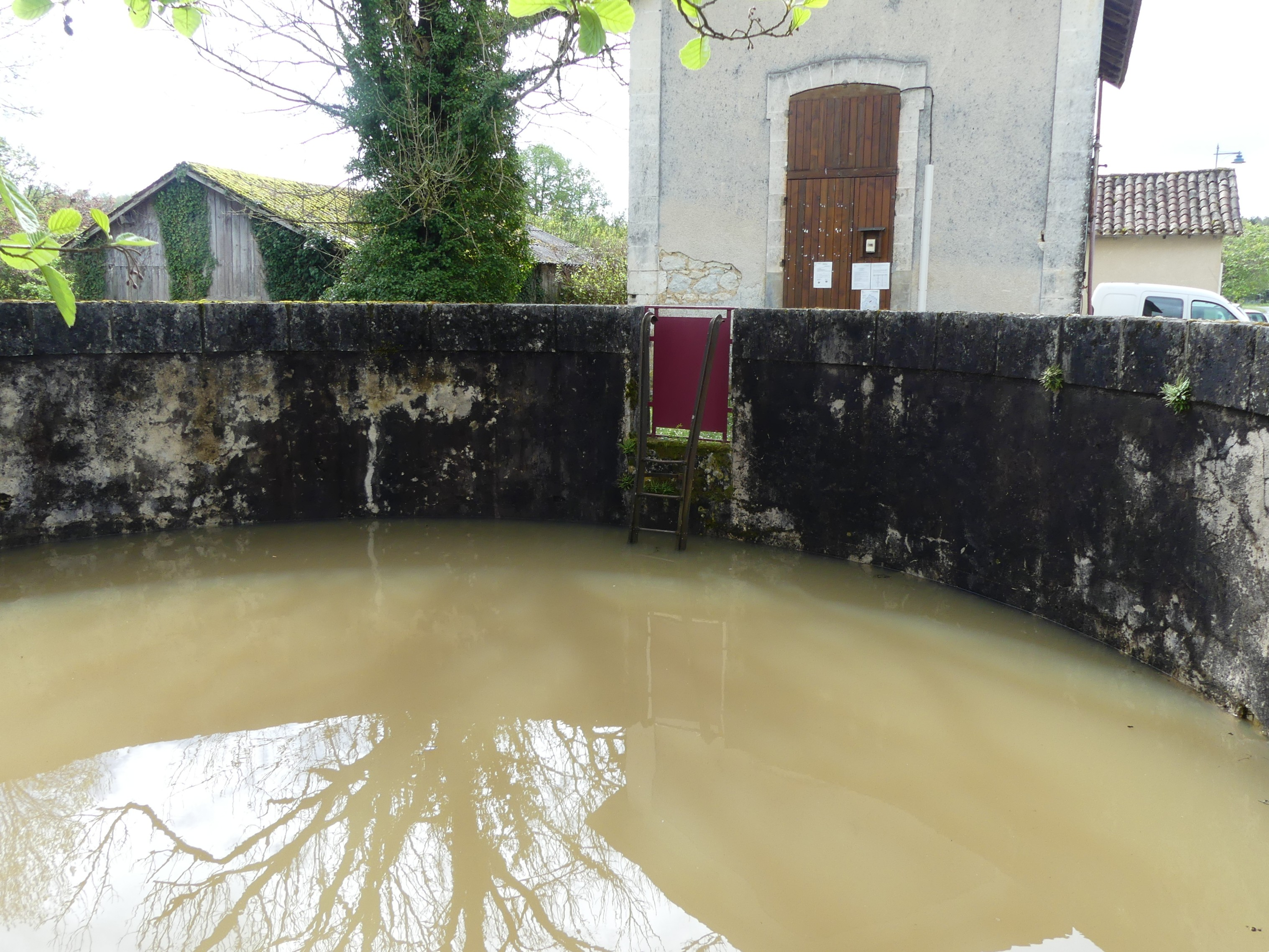
Idem, en période de crue.
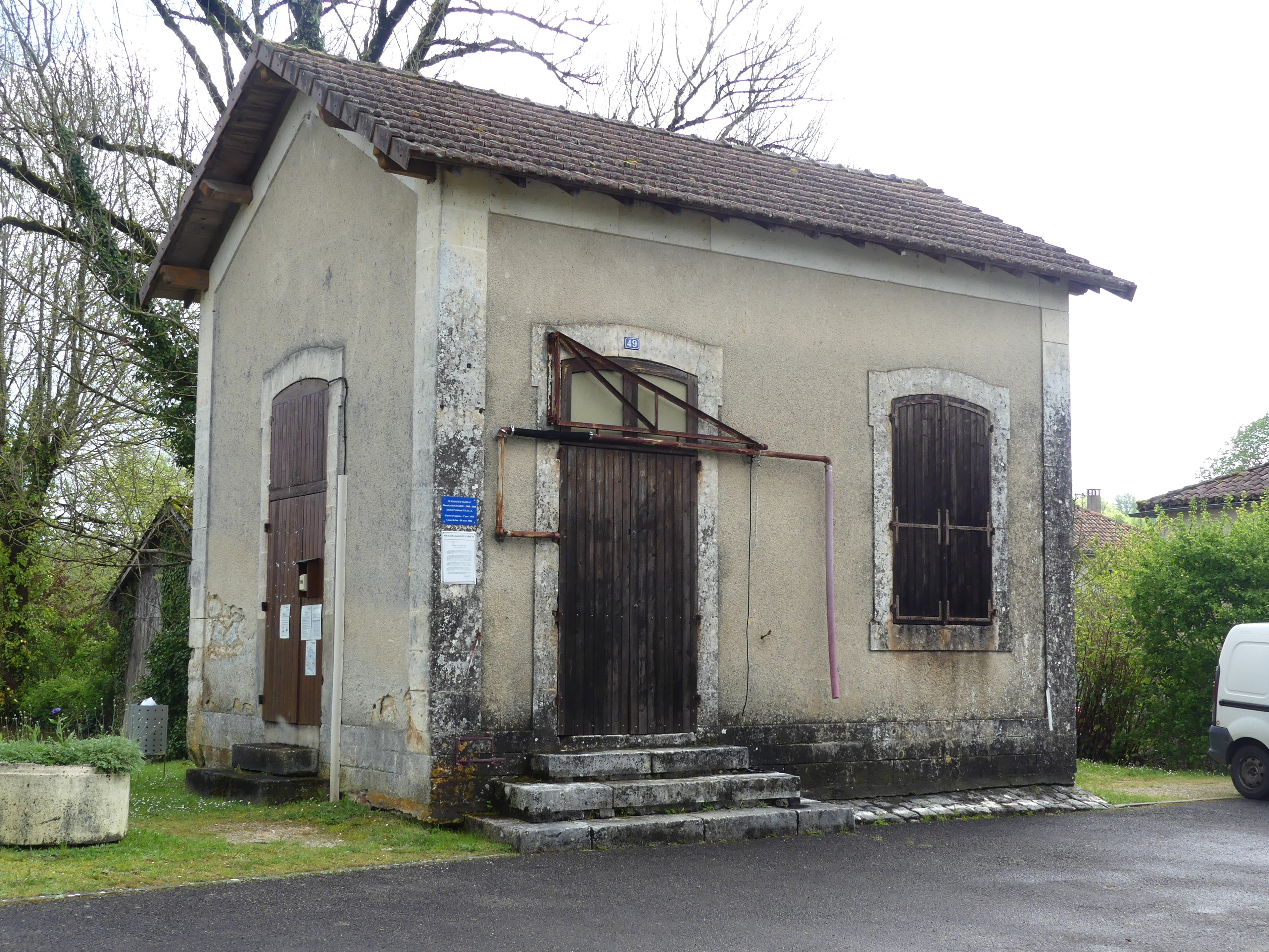
La maison du bassin.

#### Patrimoine religieux
- L'église Saint Martin[79], XIe et XIIe siècles et rénovée fin XIXe siècle, classée monument historique depuis 1900[80].
- La chapelle Notre-Dame, XIXe siècle.
- La chapelle de Gourjou.

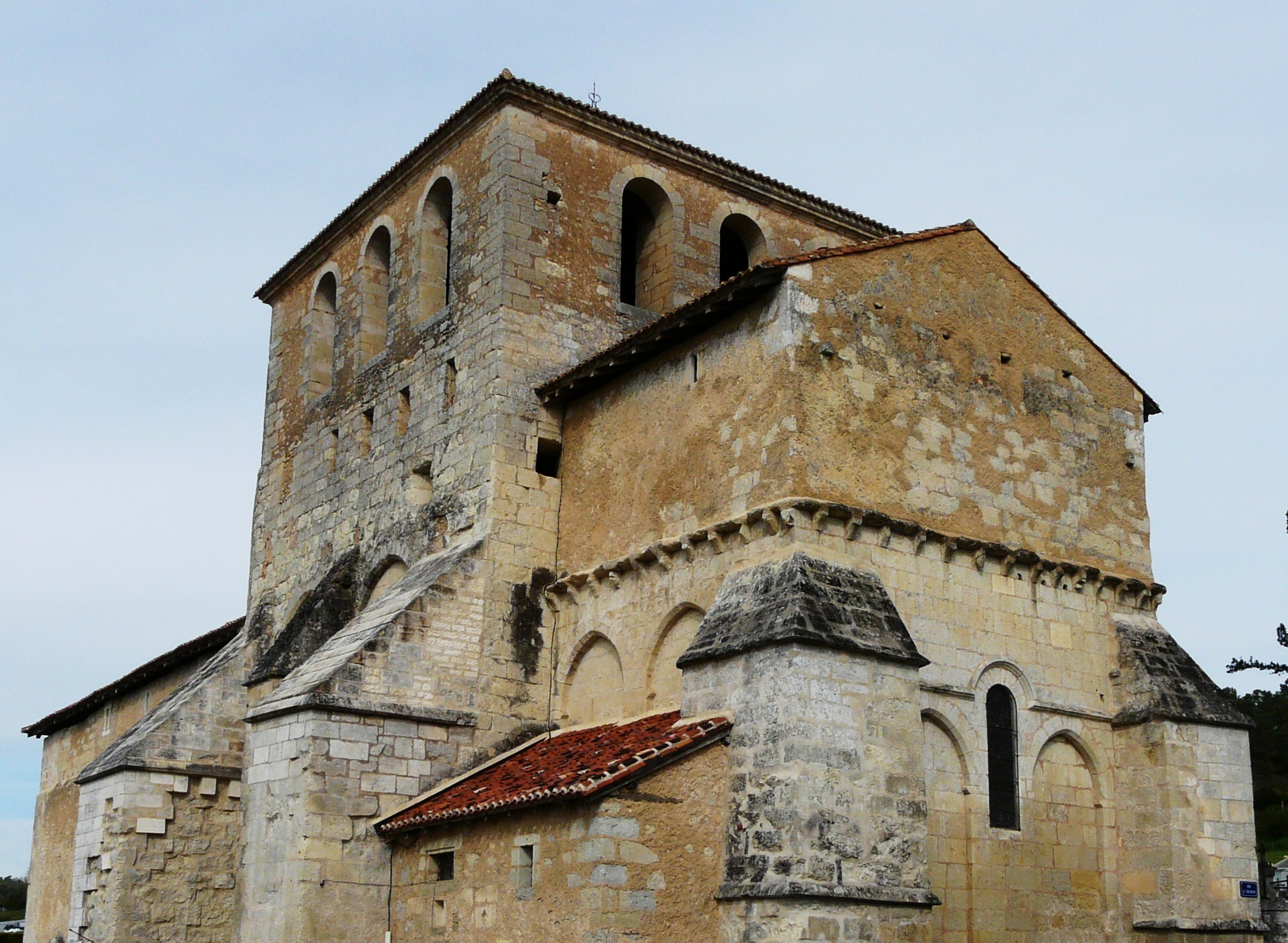
Le chevet et le clocher de l'église Saint-Martin.
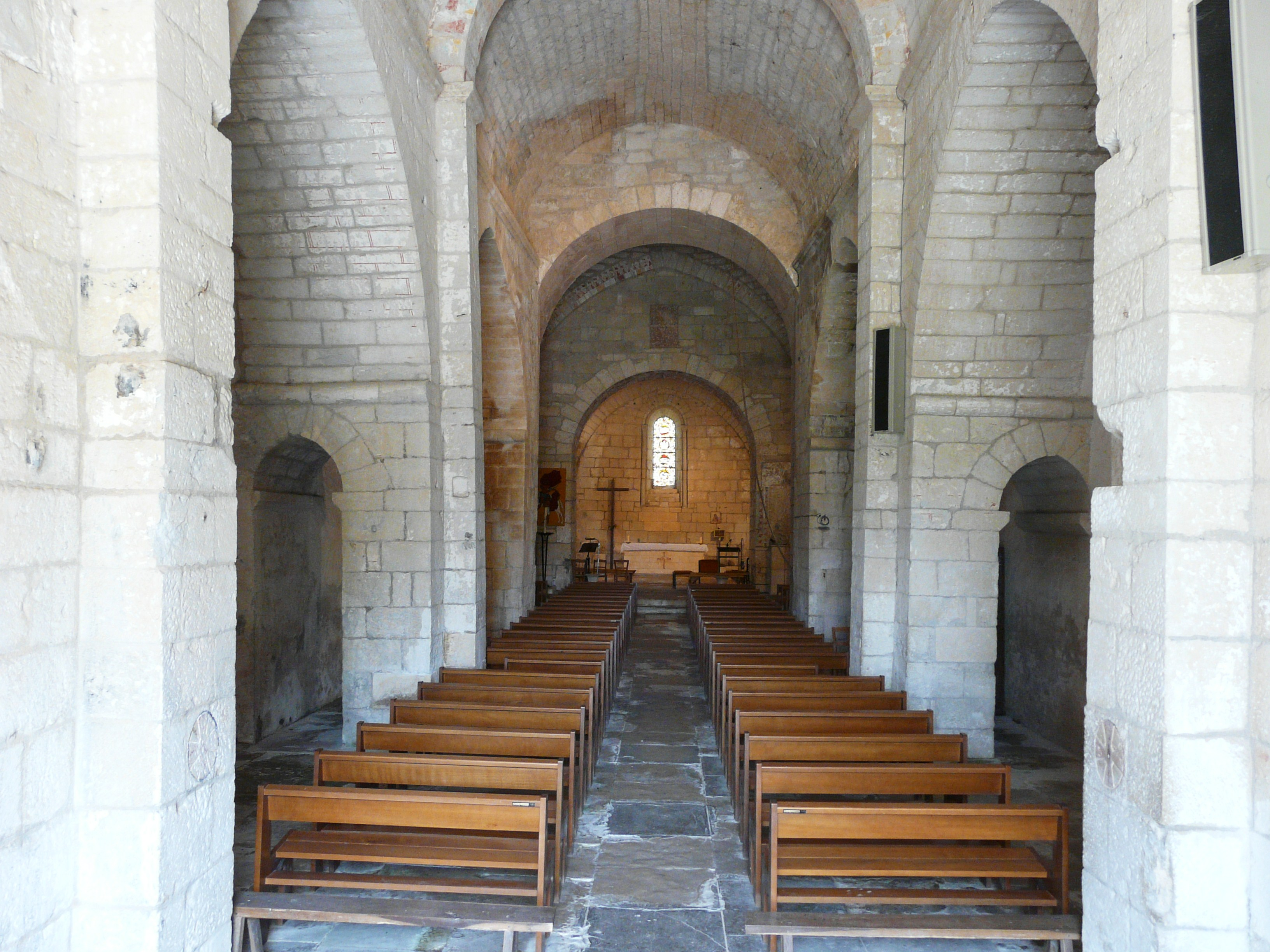
Sa nef.
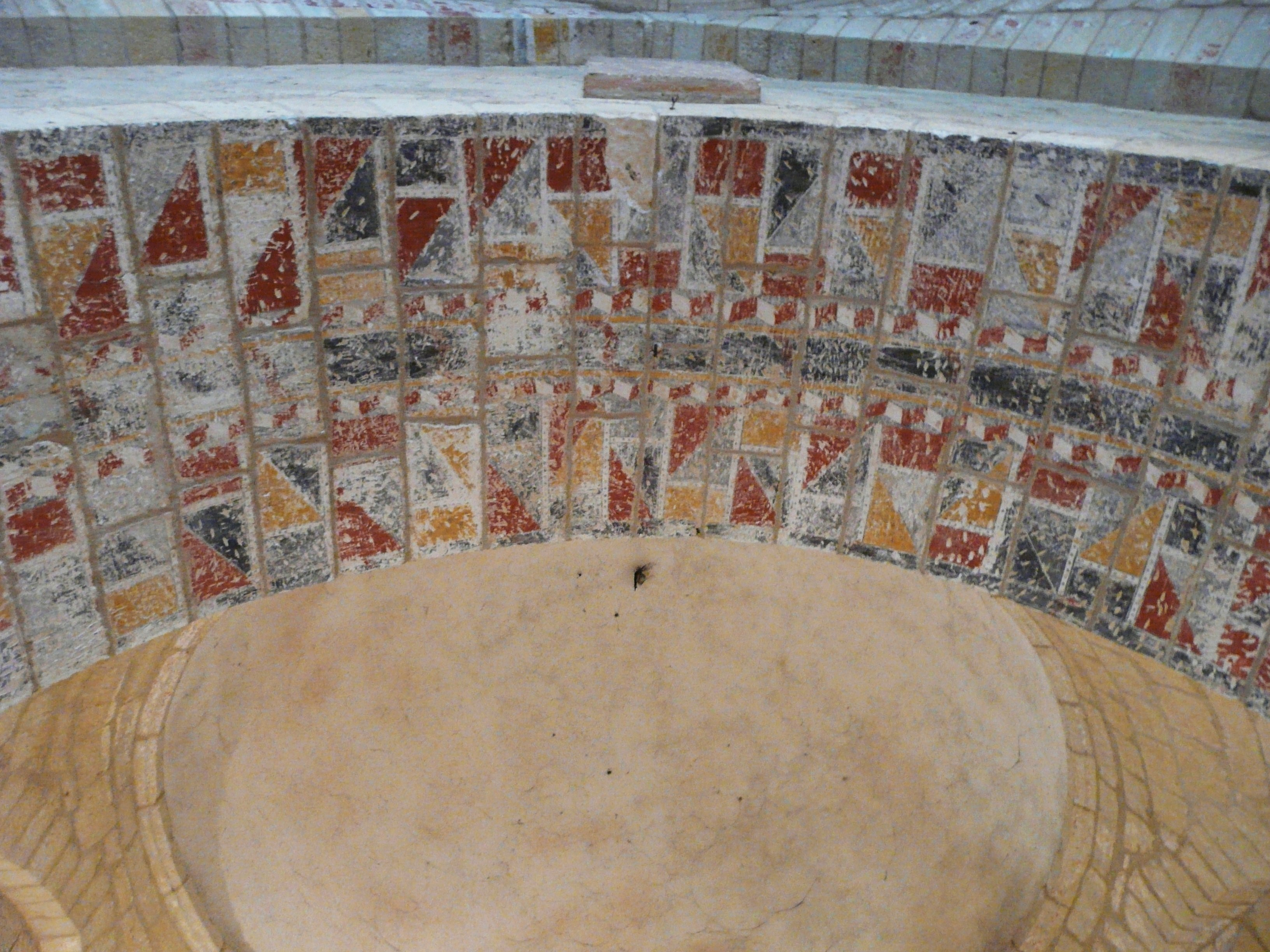
Fresque de la séparation entre la nef et le chœur.
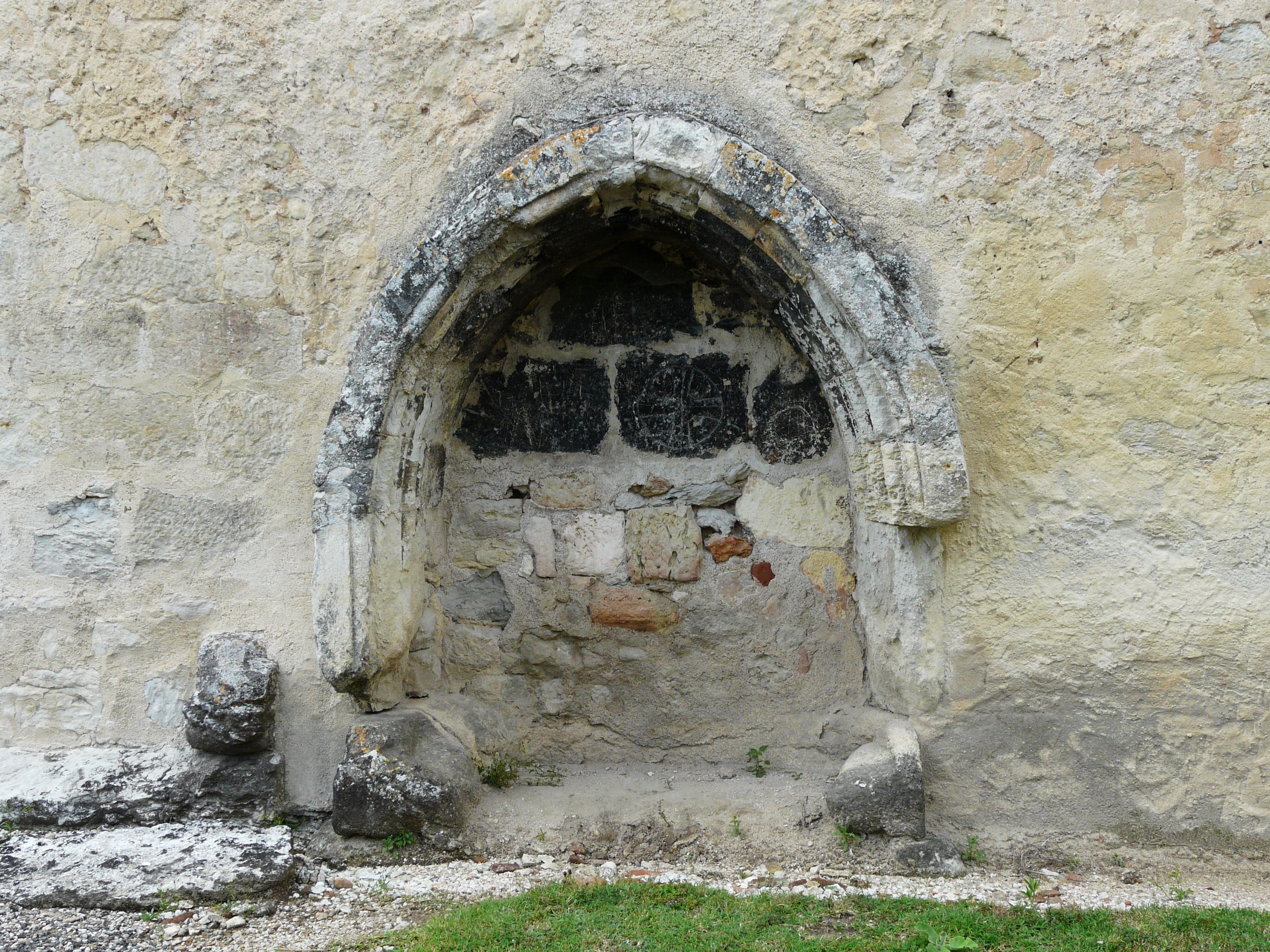
Un enfeu sur le mur extérieur sud-est de l'église.
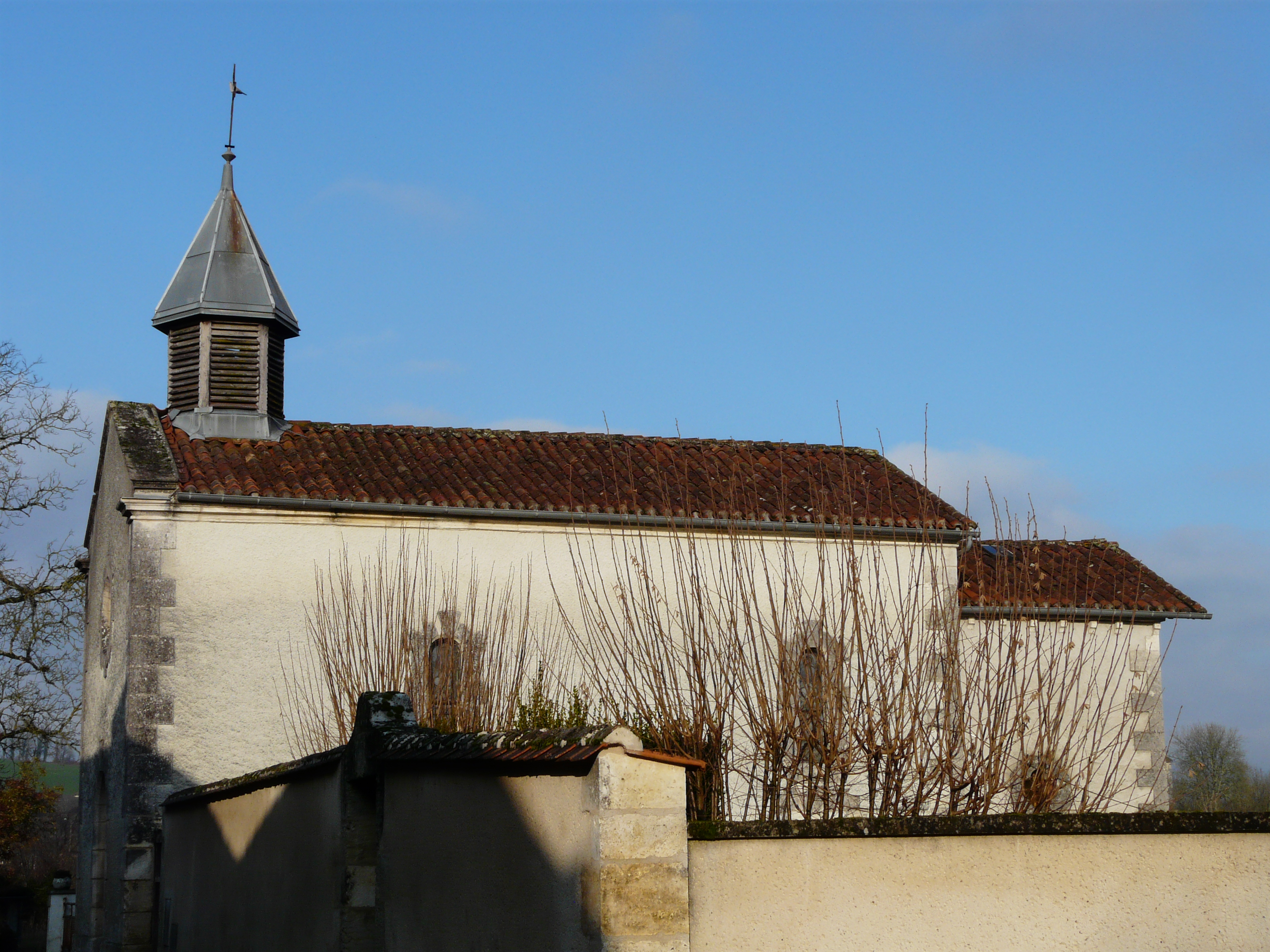
La chapelle Notre-Dame.
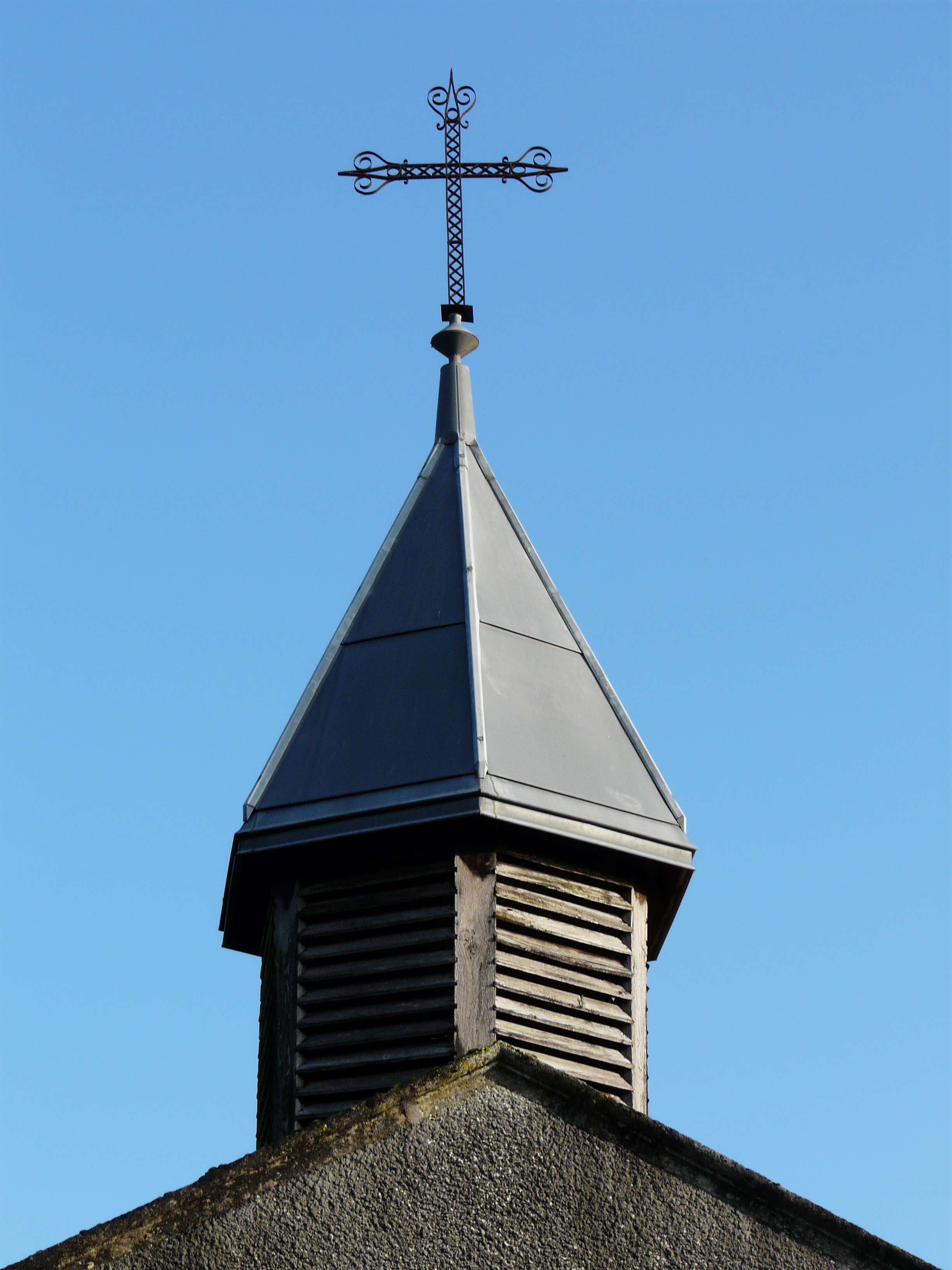
Le clocher de la chapelle Notre-Dame.
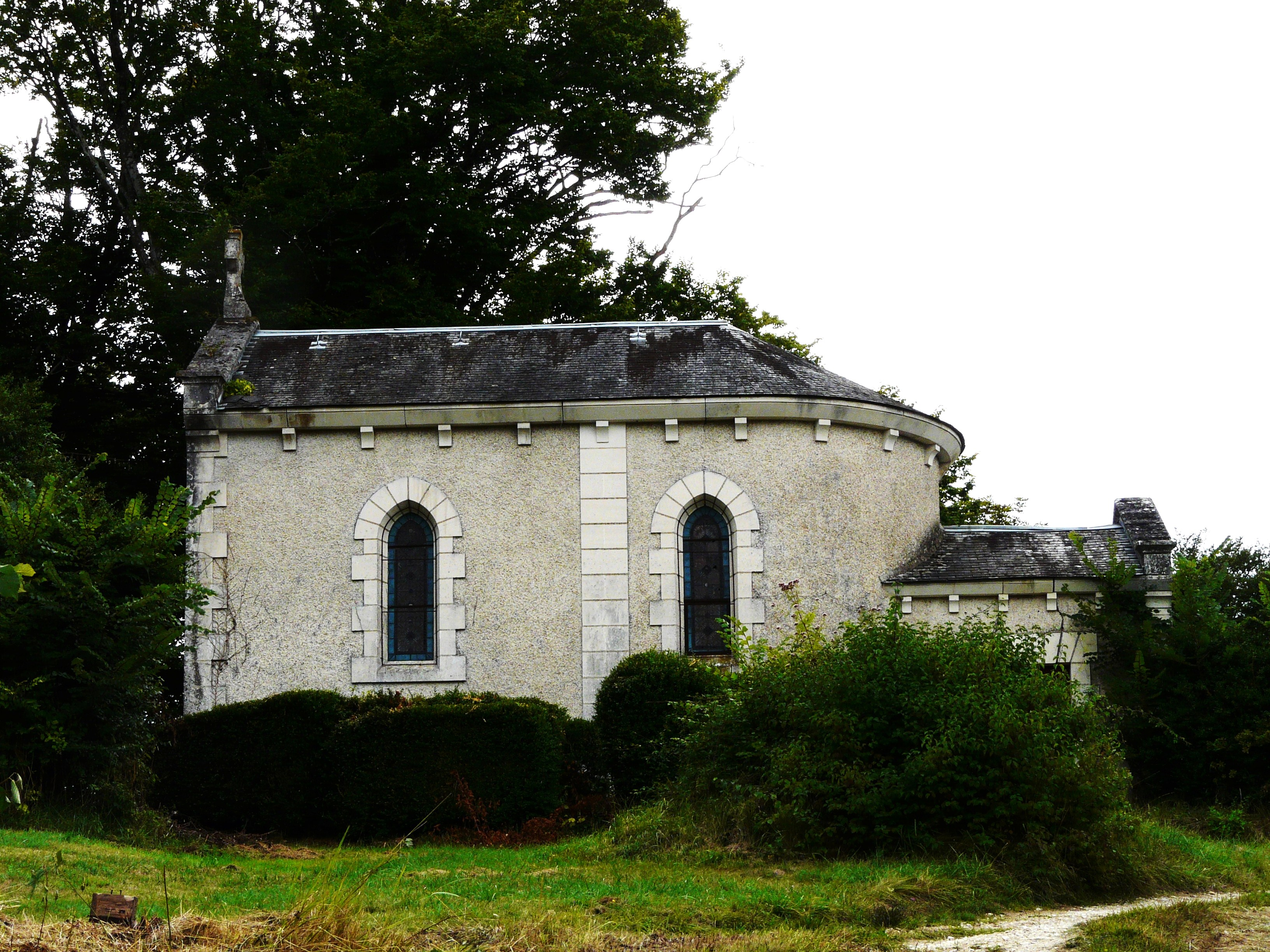
La chapelle de Gourjou.

### Personnalités liées à la commune
- Michel Chadeuil (1947-), écrivain occitan, est né à Agonac.
- Patrick Vacher (1948-), footballeur professionnel de 1968 à 1980, est né à Agonac.
- Ginette de Matha (1952-), diplomate de 1995 à 2018, ambassadrice de 2012 à 2018, est née à Agonac.

## Pour approfondir